# Stadsmuur van Derry

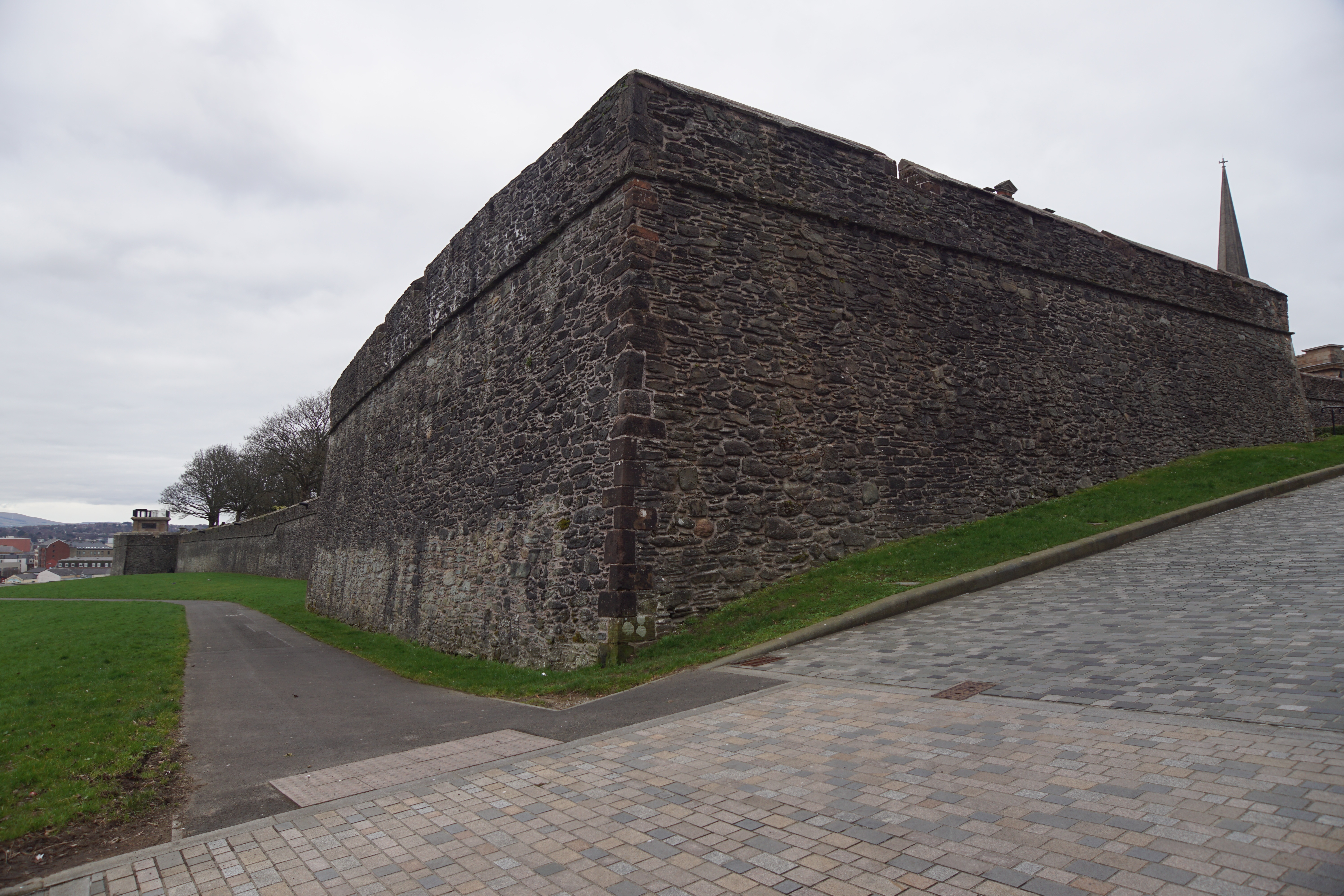
De stadsmuur van Derry: het Double Bastion met het Royal Bastion (linksachter).

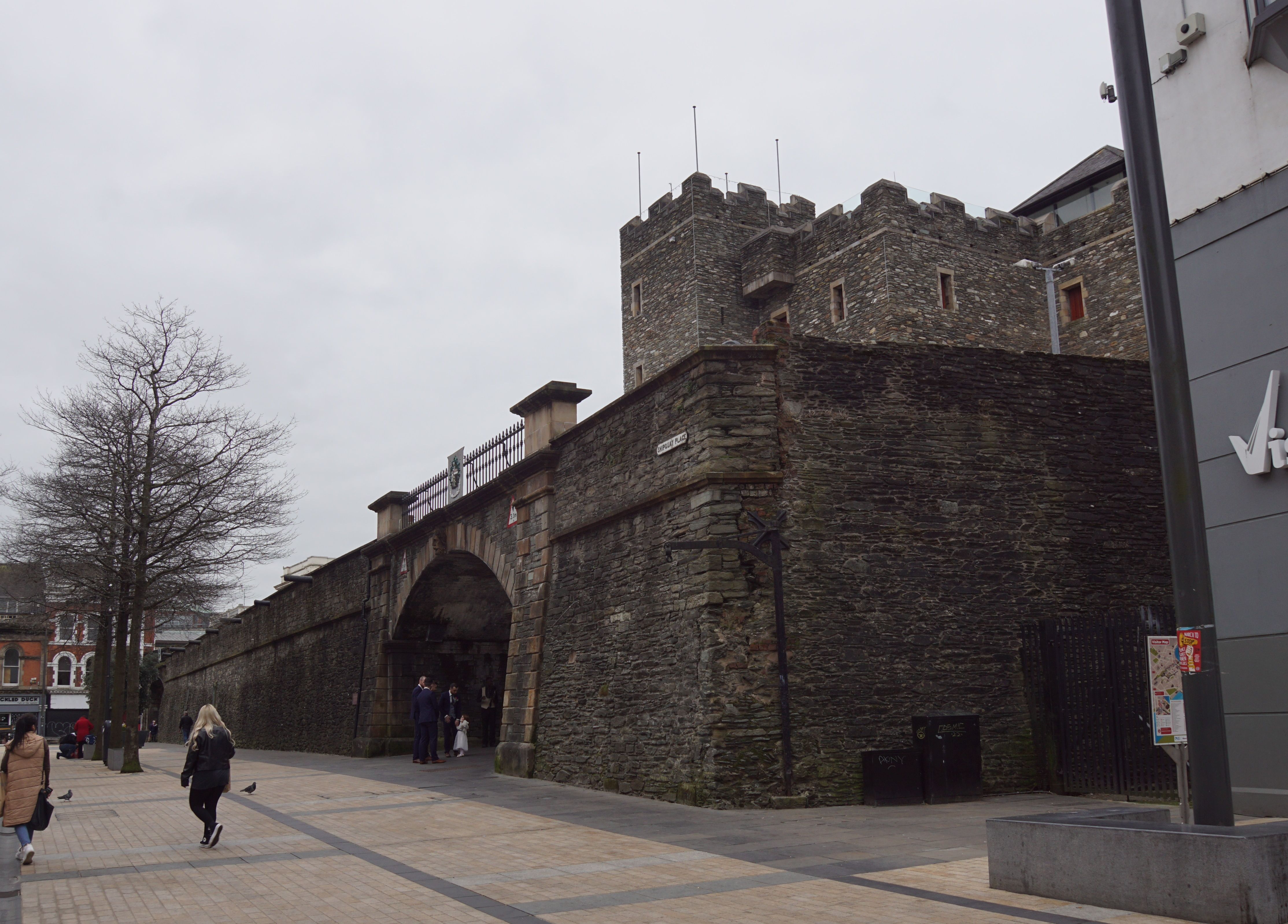
Magazine Gate bij het Tower Museum.

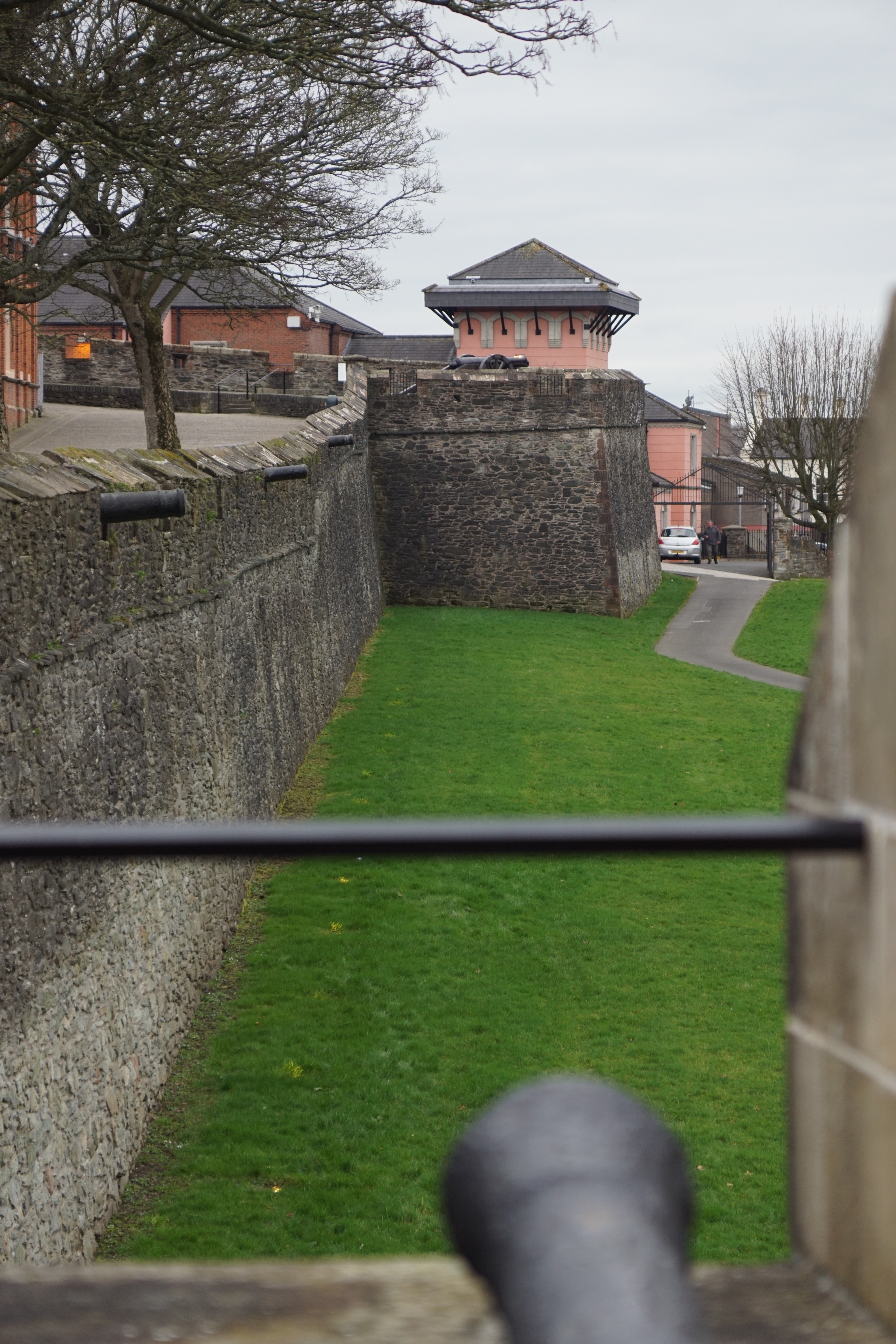
Vanaf het Royal Bastion kijkend naar het Double Bastion.

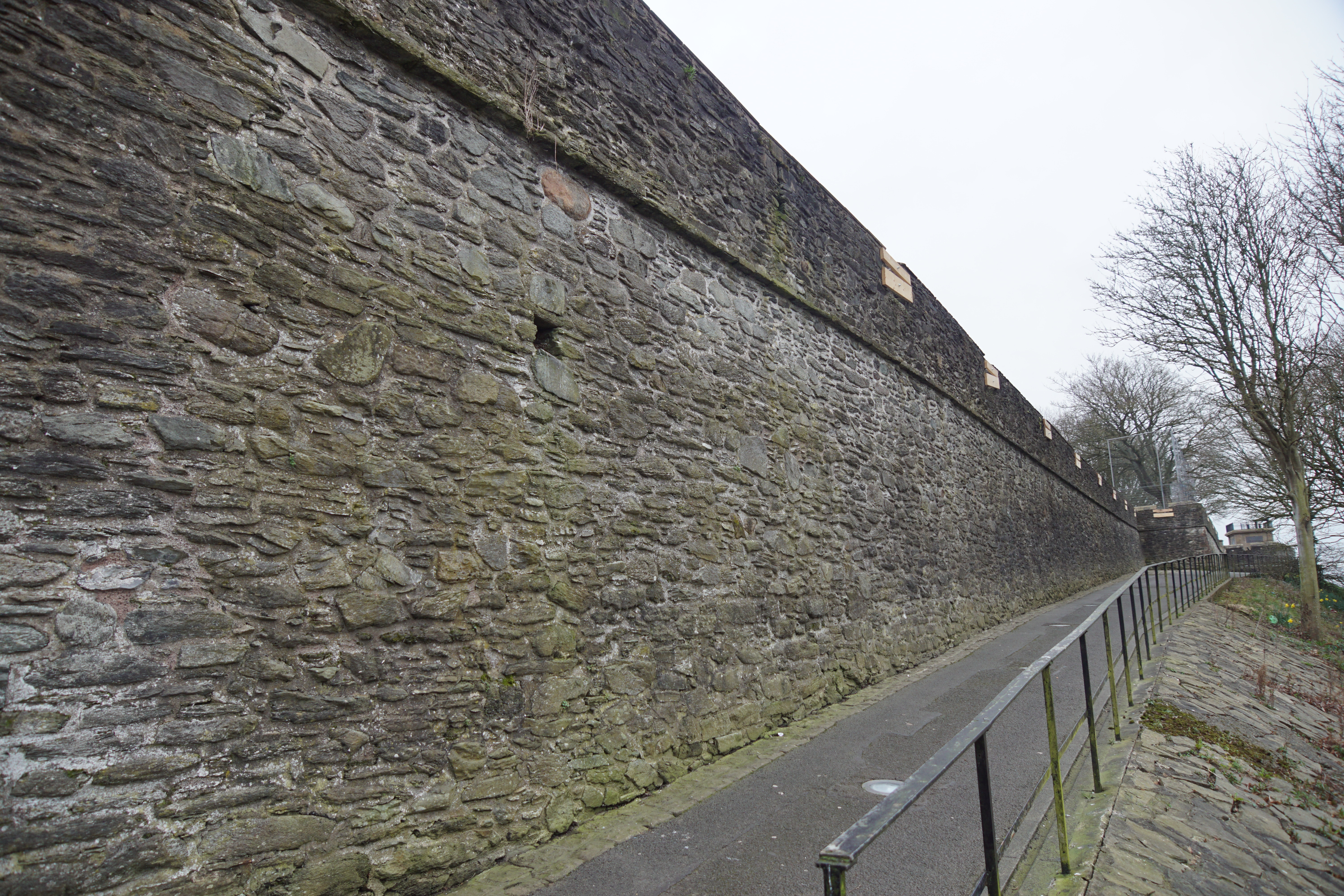
Stadsmuur van Derry (richting Royal Bastion).

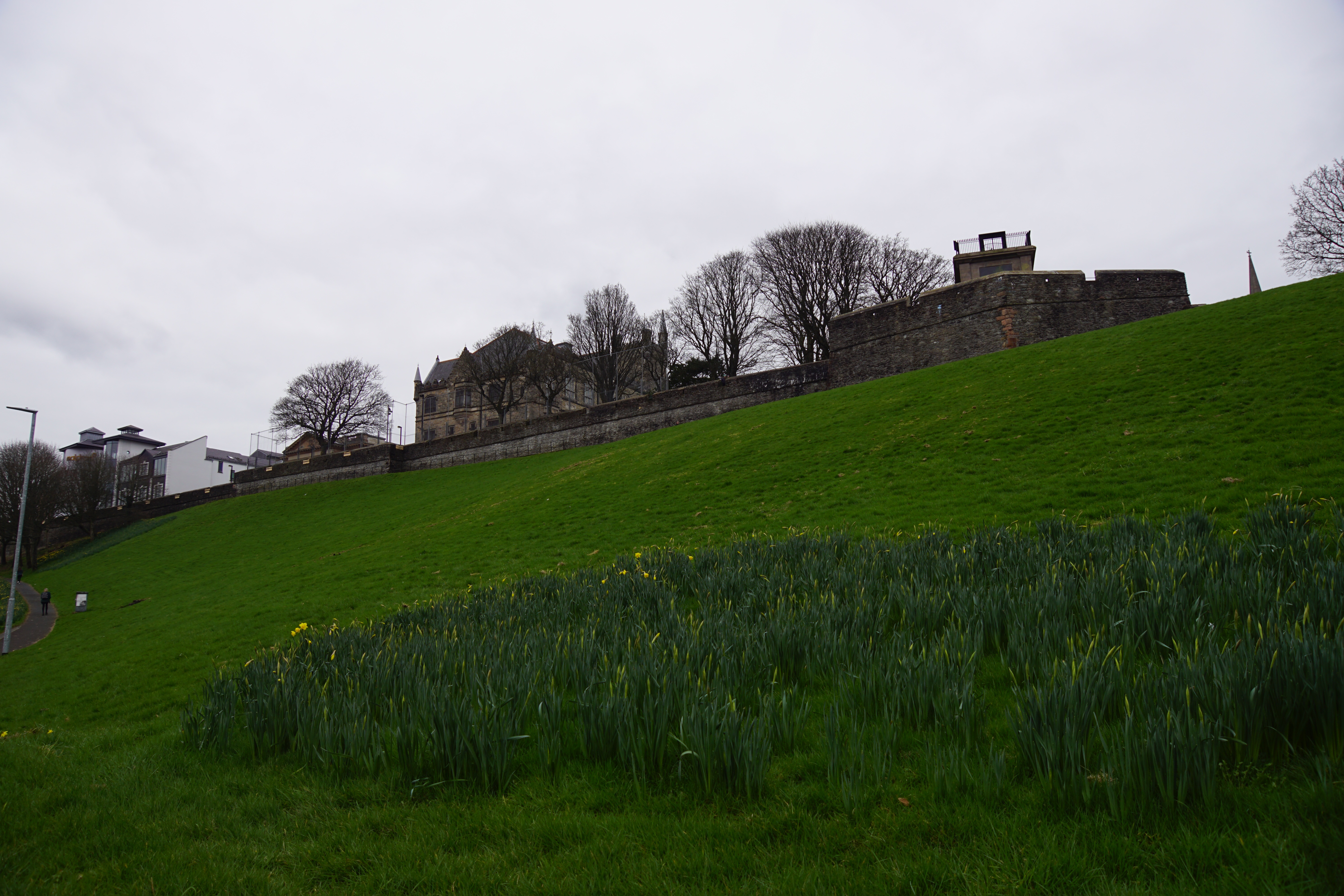
Opkijkend naar het Royal Bastion

De stadsmuur van Derry (Engels: Derry Town Walls / Londonderry Town Walls) vormt de vroegzeventiende-eeuwse 
omwalling van Derry in County Londonderry (Noord-Ierland). Het is de nog enige stad in Ierland die geheel ommuurd is.

## Geschiedenis
De eerste ommuring van Derry bestond uit aardwerken die in 1566 werden aangelegd door kapitein Edward Randolph. In 1600 deed Henry Docwra dit nogmaals. In 1608 faalde deze omwalling om de aanval van Cahir O'Dohorty te weerstaan. Daarom werd de stadsmuur van Derry opgetrokken in steen in de periode 1613-1618 door The Honourable The Irish Society om de kolonisten uit Engeland en Schotland te verdedigen. Deze sociëteit was in 1609 opgericht binnen de City of London Corporation om de county Londonderry te koloniseren. Het resultaat was een stadsmuur met een omtrek van circa 1431 meter en een hoogte van 7,3 meter. Er waren vier poorten met borstweringen en twee ervan hadden ophaalbruggen. Er waren acht bastions en twee platformen voor kanonnen. Het ontwerp was gemaakt door kapitein Edward Doddington en de stadsmuur werd aangelegd door Peter Benson.
Derry beleefde met deze stadsmuur drie belegeringen: in 1641 tijdens de Ierse opstand; in 1648-1649 hielden de parlementariërs het uit tegen de koningsgezinden (troepen van Karel I van Engeland); en in 1688-1689 hield de stad het 105 dagen uit tegen de legers van koning Jacobus II van Engeland. Deze belegering staat bekend als de Slag om Derry.

## Omschrijving
De omwalling van Derry bestond oorspronkelijk uit zeven bastions en vier poorten. Later uitgebreid naar tien bastions en zeven poorten. De stadsmuur is ongeveer 1,5 kilometer land en tot acht meter hoog. De muur is tussen de 3,6 en 10,6 meter breed. De muur is dusdanig breed dat er makkelijk over gelopen kan worden. Het stratenplan van de binnenstad is nog gelijk aan de tijd van de ontwikkeling van de stad.
De vier originele stadspoorten zijn de Bishop's Gate (Bisschopspoort), de Ferryquay Gate (Veerbootkadepoort), de Butcher Gate (Slagerpoort) en de Shipquay Gate (Scheepskadepoort). Later werden er drie poorten toegevoegd, te weten de Magazine Gate (Magazijnpoort), de Castle Gate (Kasteelpoort) en de New Gate (Nieuwe Poort).
De stadsmuur is voorzien van 24 overgebleven, originele kannonnen, die in 2005 werden gerestaureerd.
Op het dubbele bastion bevindt zich het grootste kanon, dat bekend is onder de naam Roaring Meg.
De vorm van de omwalling is min of meer rechthoekig waarbij de lange as zuidwest-noordoost loopt. In de binnenstad heeft deze as de straatnamen Bishop Street Within, kruispunt The Diamond en Shipquay Street. Aan de zuidwestzijde eindigt de Bishop Street Within met de Bishop's Gate en aan de noordoostzijde eindigt de Shipquay Street met de Shipquay Gate. Het kruispunt The Diamond heeft haaks op deze straten de straten Butcher Street en Ferryquay Street die respectievelijk eindigen met de Butcher Gate en de Ferryquay Gate. Beginnende bij de Bishop's Gate aan de zuidwestzijde en tegen de klok indraaiend, bestaat de stadsmuur uit het Church Bastion (Kerkbastion), waar [St Columb's Cathedral ligt, het Ferry Bastion (Veerbootbastion), Ferryquay Gate, New Gate Bastion (Nieuwe Poortbastion),  het Water Bastion, de Shipquay Gate, het Coward's Bastion, de Magazine Gate, Hangman's Bastion, de Castle Gate, het Gunner's Bastion, de Butcher Gate, het Royal Bastion en tot slot het Double Bastion waarna de stadsmuur loopt naar de Bishop's Gate.

### Bishop's Gate
Bij de Bishop's Gate (coördinaten: 54° 59′ 37″ NB, 7° 19′ 29″ WL) eiste Jacobus II van Engeland toegang tot de stad bij het beleg van 1689. De huidige poort werd in 1789 gebouwd om te vieren dat dat beleg 100 jaar geleden was. Dit gebeurde in opdracht van Frederick Hervey, graaf-bisschop van Derry, door Henry Aaron Baker. Aan de stadszijde van de poort is het hoofd van rivier de Boyne gekroond met een lauwerkrans afgebeeld. De datum verwijst naar de Slag om de Boyne in 1690. Aan de veldzijde van de poort is het hoofd van de rivier de Foyle afgebeeld. De datum 1689 en het schip waarvan de giek breekt verwijzen naar de verlichting van het beleg van 1689. Het beeldhouwwerk werd gemaakt door Edward Smyth van Dublin. De naam van de poort komt van het bisschoppelijk paleis dat hier binnen de muren ligt. De originele poort werd gebouwd in de periode 1613-1618 en was een toren met 1 boog met kantelen bovenop en voorzien van een valhek en een ophaalbrug die over een droge greppel lag. 
Tijdens het beleg van 1688-1689 werd hier buiten de muren een ravelijn aangelegd.

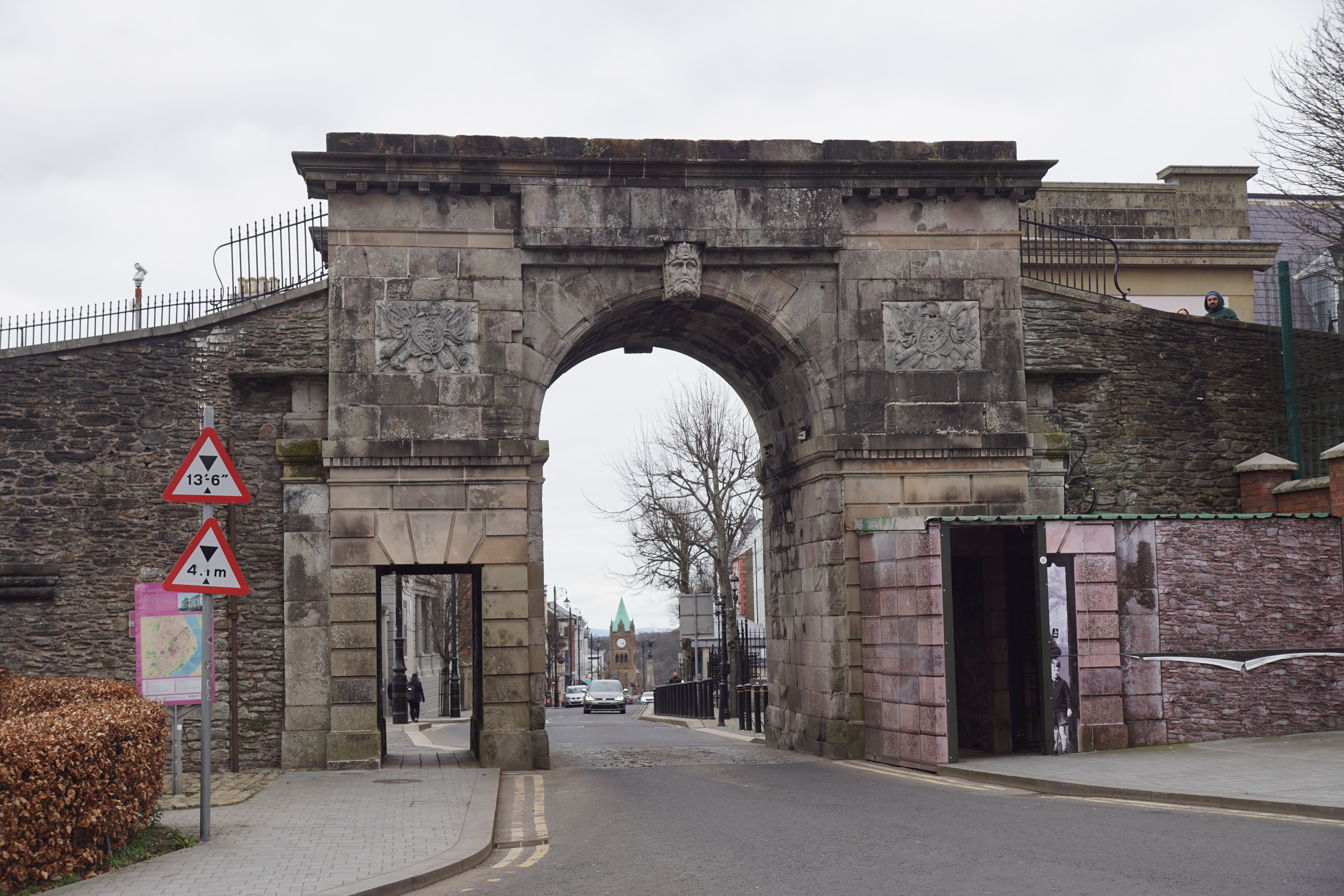
Bishop's Gate (veldzijde)
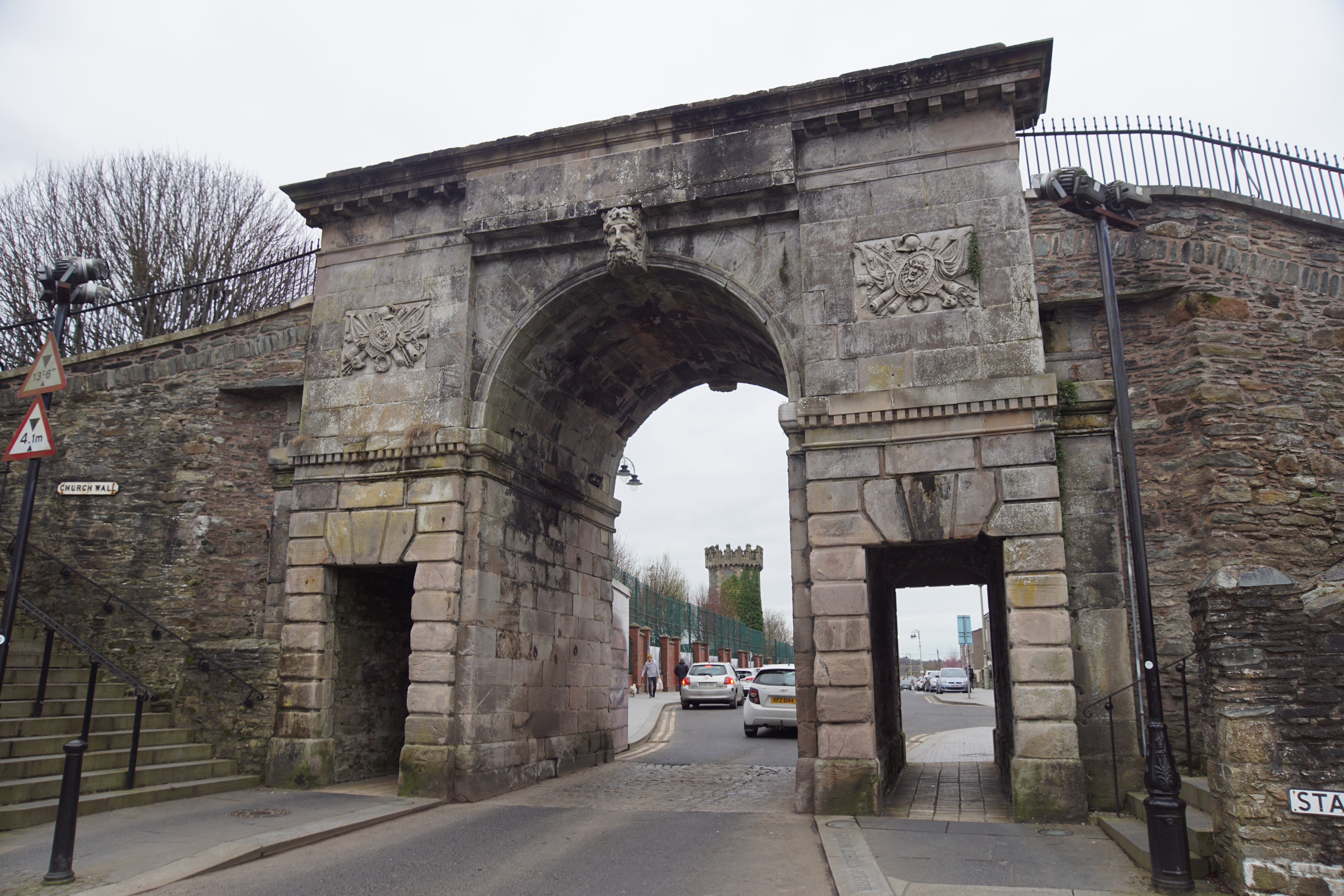
Bishop's Gate (stadszijde)
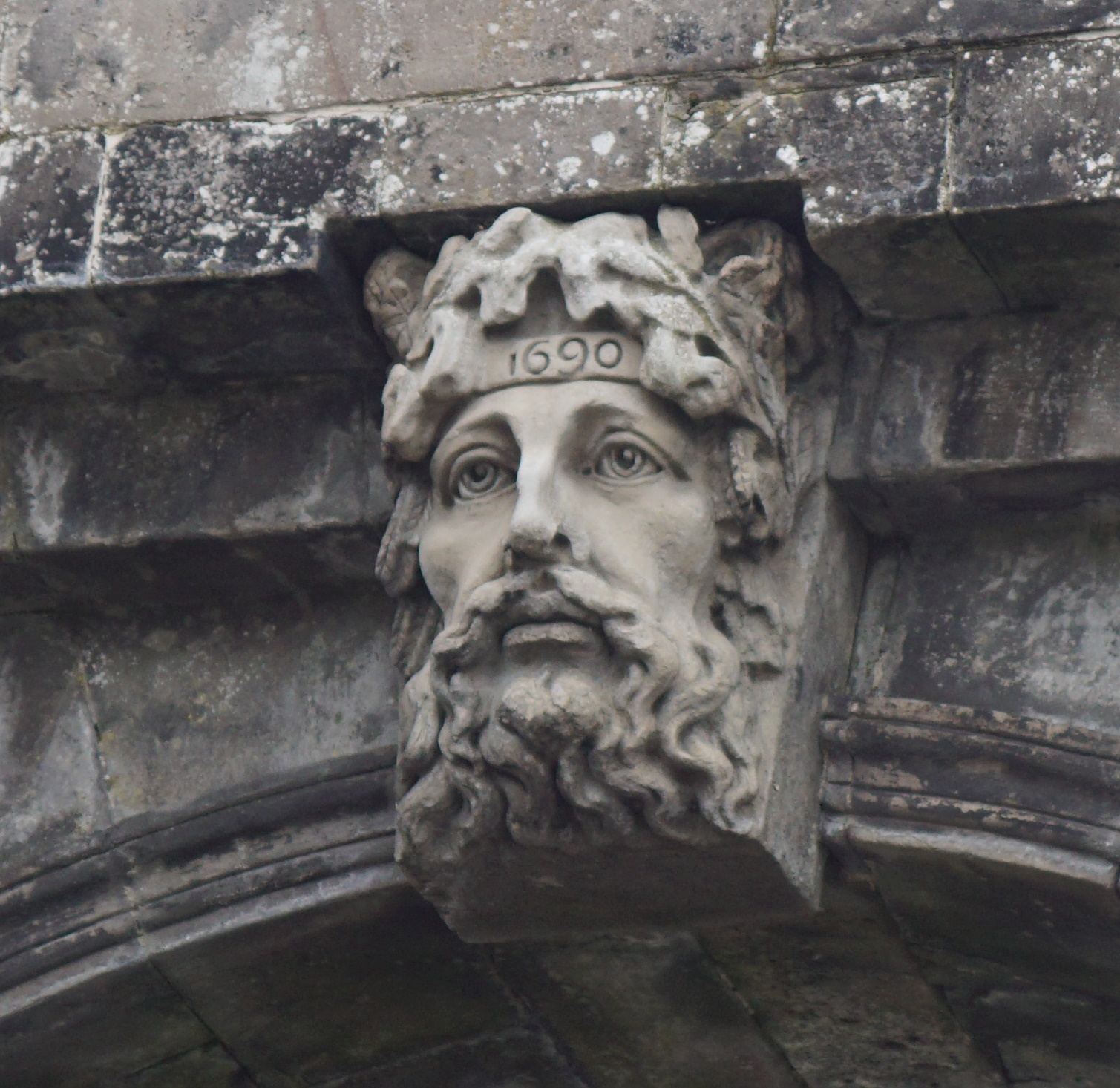
De rivier de Boyne

### Church Bastion
Het Church Bastion (coördinaten: 54° 59′ 36″ NB, 7° 19′ 24″ WL) was oorspronkelijk bekend onder de naam King James' bulwark. In 1688-1689 werd het bastion hernoemd naar de nabij gelegen St Columb's Cathedral.
Aan de veldzijde van de stadsmuur liep een droge greppel van negen meter breed en 3,5 meter lang van het Double Bastion naar het Water Bastion. In de negentiende eeuw werden de bastions veranderd in privétuinen. Er staan twee kanonnen uit 1642 opgesteld op het Church Bastion. Aan beide zijden van dit bastion bevindt zich een rond wachthuisje dat rond 1627 werd gebouwd.

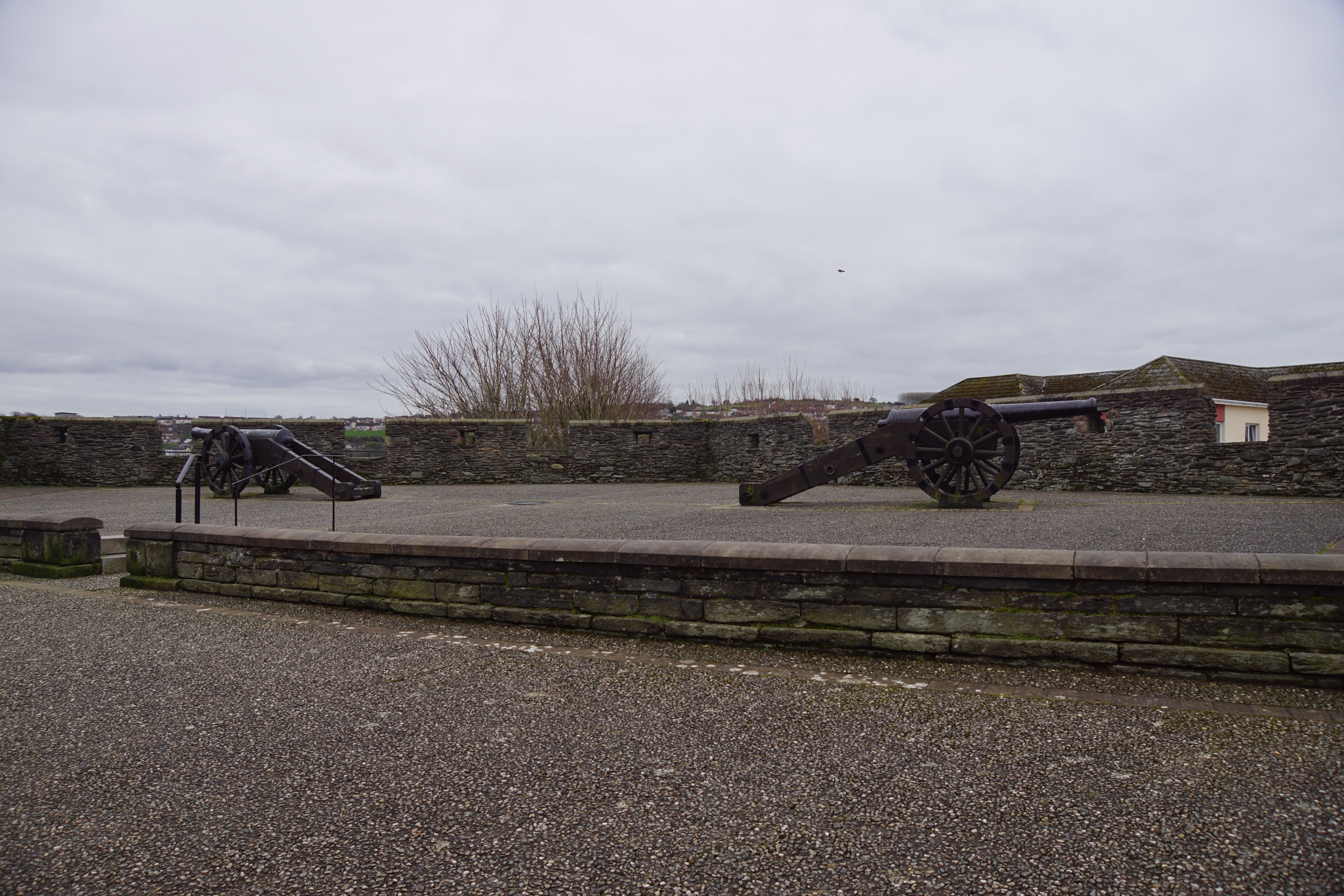
Church Bastion
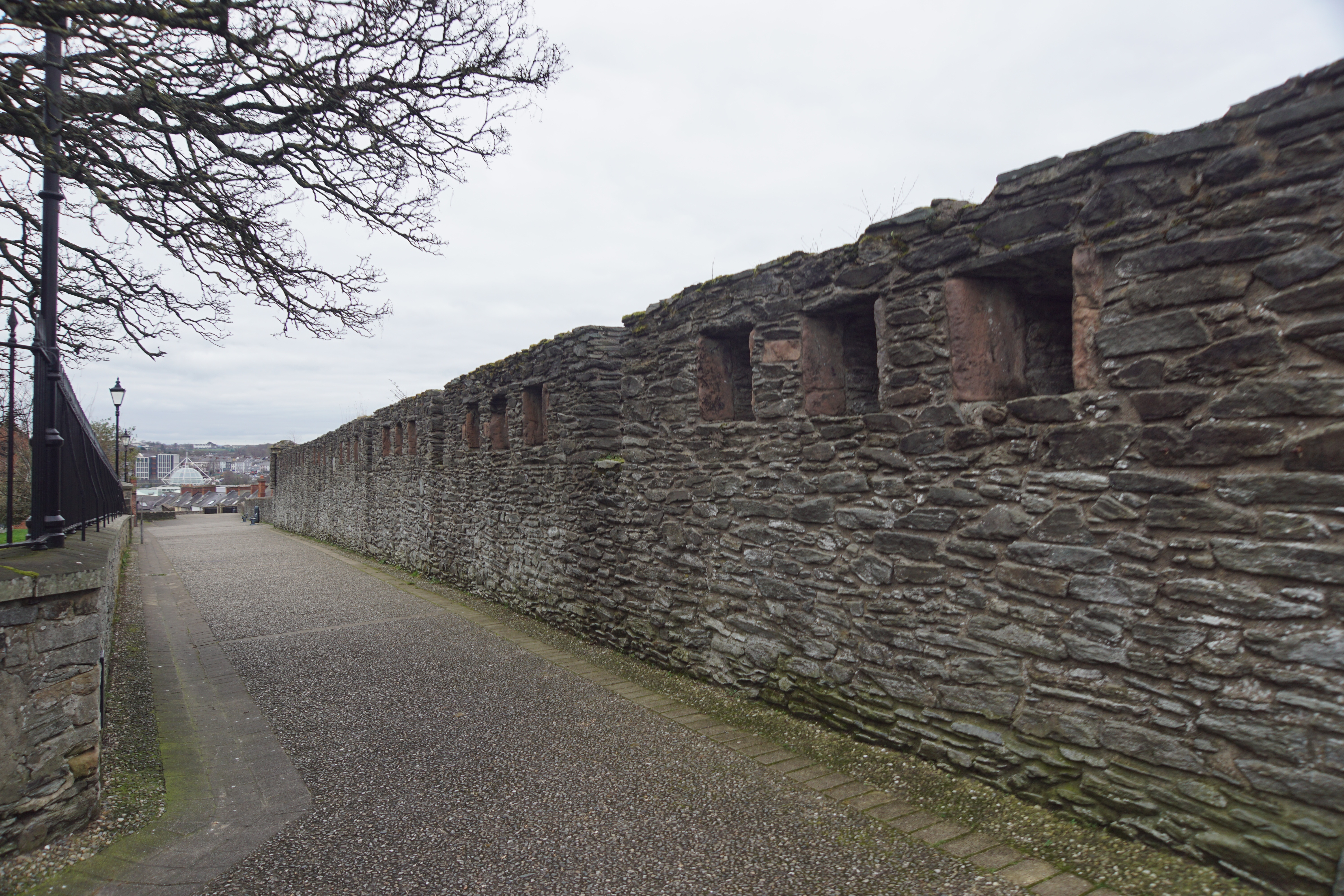
De muur nabij Church Bastion
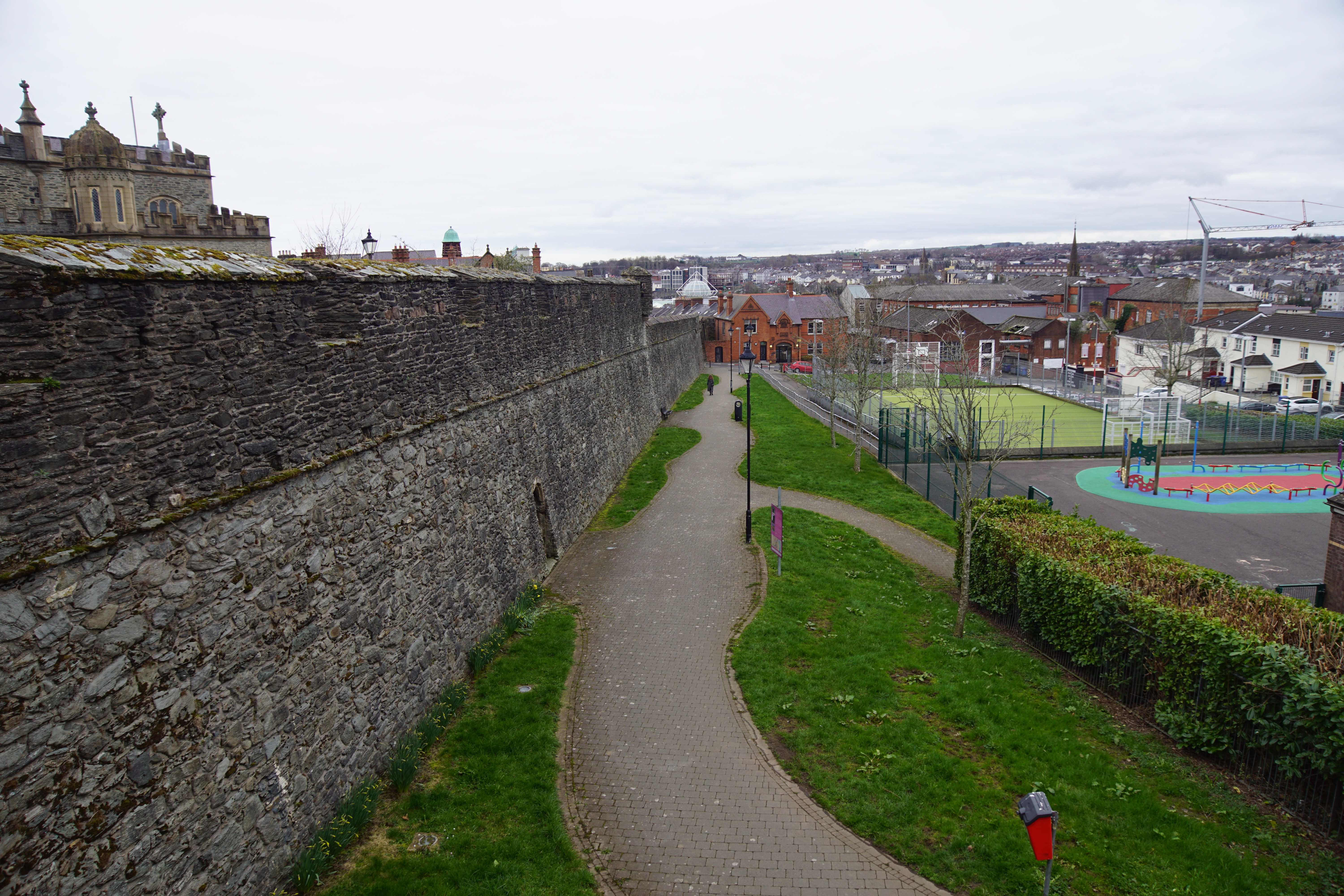
Uitzicht

### New Gate
Achter de New Gate (coördinaten: 54° 59′ 38″ NB, 7° 19′ 18″ WL) ligt London Street. De poort werd in 1787 gerealiseerd en het was de eerste poort om de toegang tot het stadscentrum te vergemakkelijken. Het verhaal gaat dat de poort vooral werd gebouwd om de mensenmassa's die naar het New THeatre wilden te helpen. De poort werd echter in 1799 gesloten omdat het publiek klaagde over geluidsoverlast van buiten. In de jaren 60 van de 19e eeuw werd de poort weer geopend en verbreed, waarschijnlijk naar het ontwerp van Robert Collins.

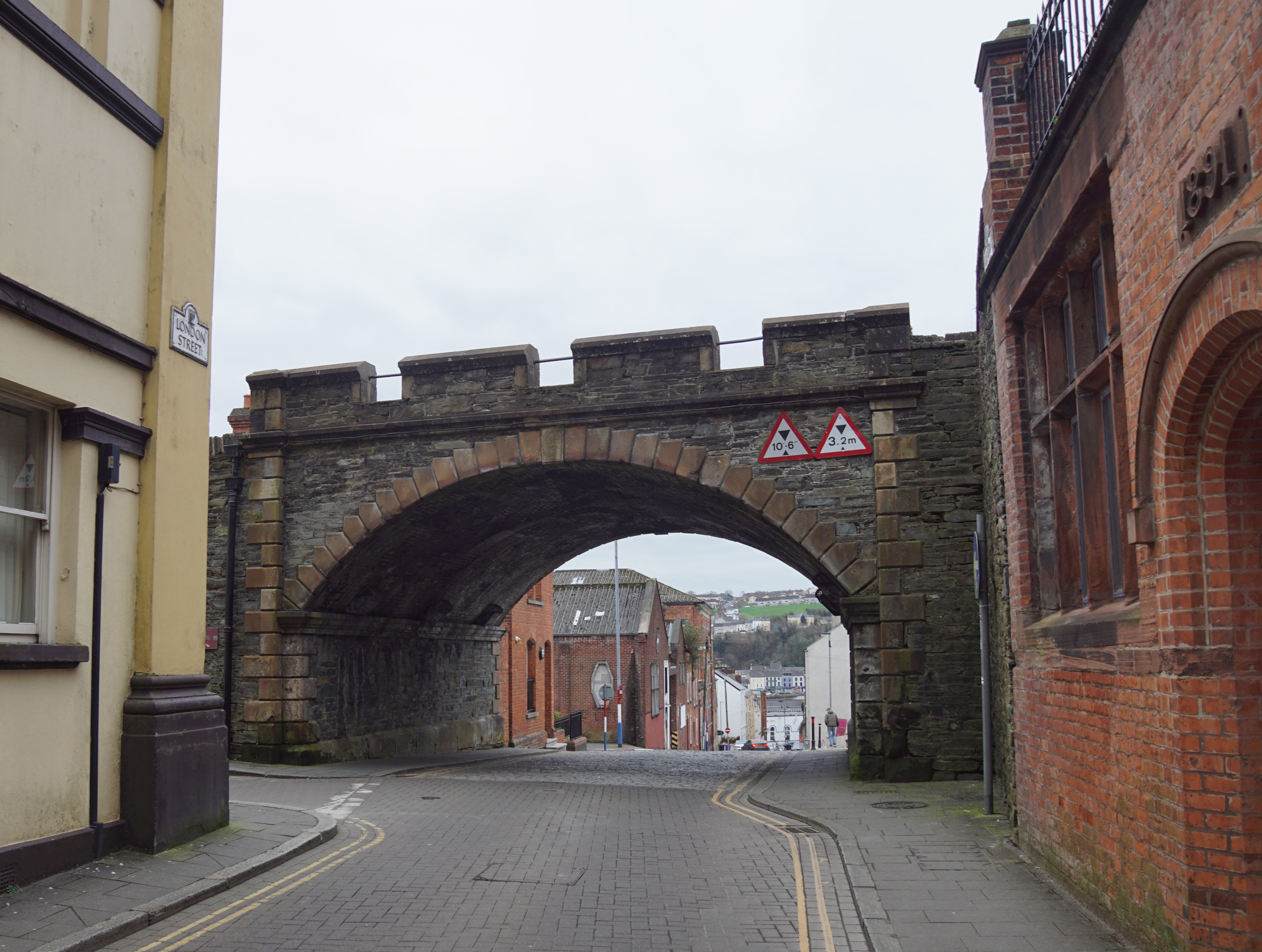
New Gate (stadszijde)
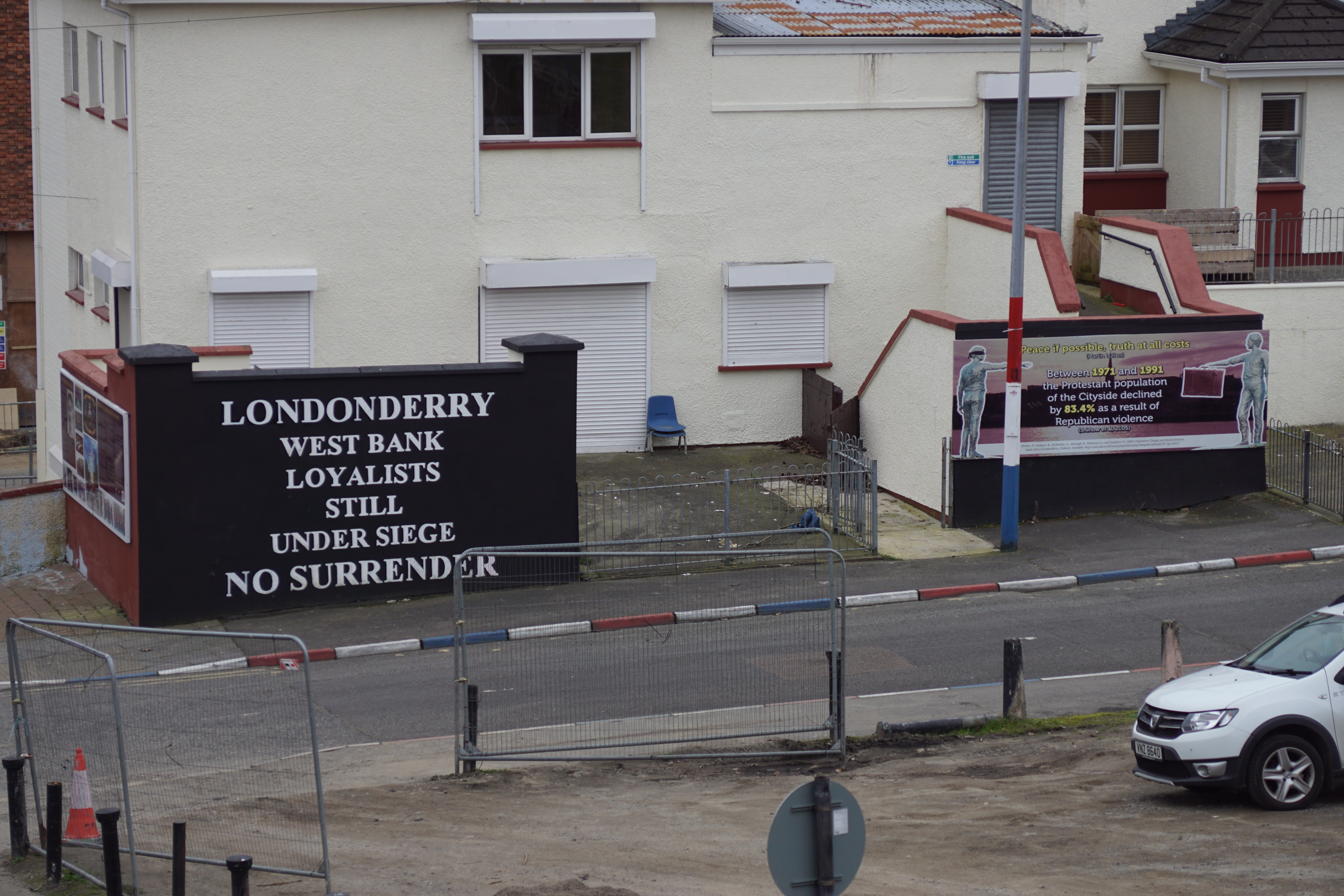
Muurschilderingen

### Artillery Bastion
Het Artillery Bastion (coördinaten: 54° 59′ 39″ NB, 7° 19′ 17″ WL) werd genoemd naar de Artillery Stores die zich in de Artillery Street bevonden in de tweede helft van de achttiende eeuw. Tijdens het beleg van 1689 heette het nog Ferry Bastion omdat van hieruit het veer over de rivier de Foyle te zien was. In 1622 werd het bastion Lord Deputy's Bulwark genoemd. Aan de veldzijde van dit bastion lag een droge gracht. Op dit bastion staat onder meer het London Cannon uit 1642.

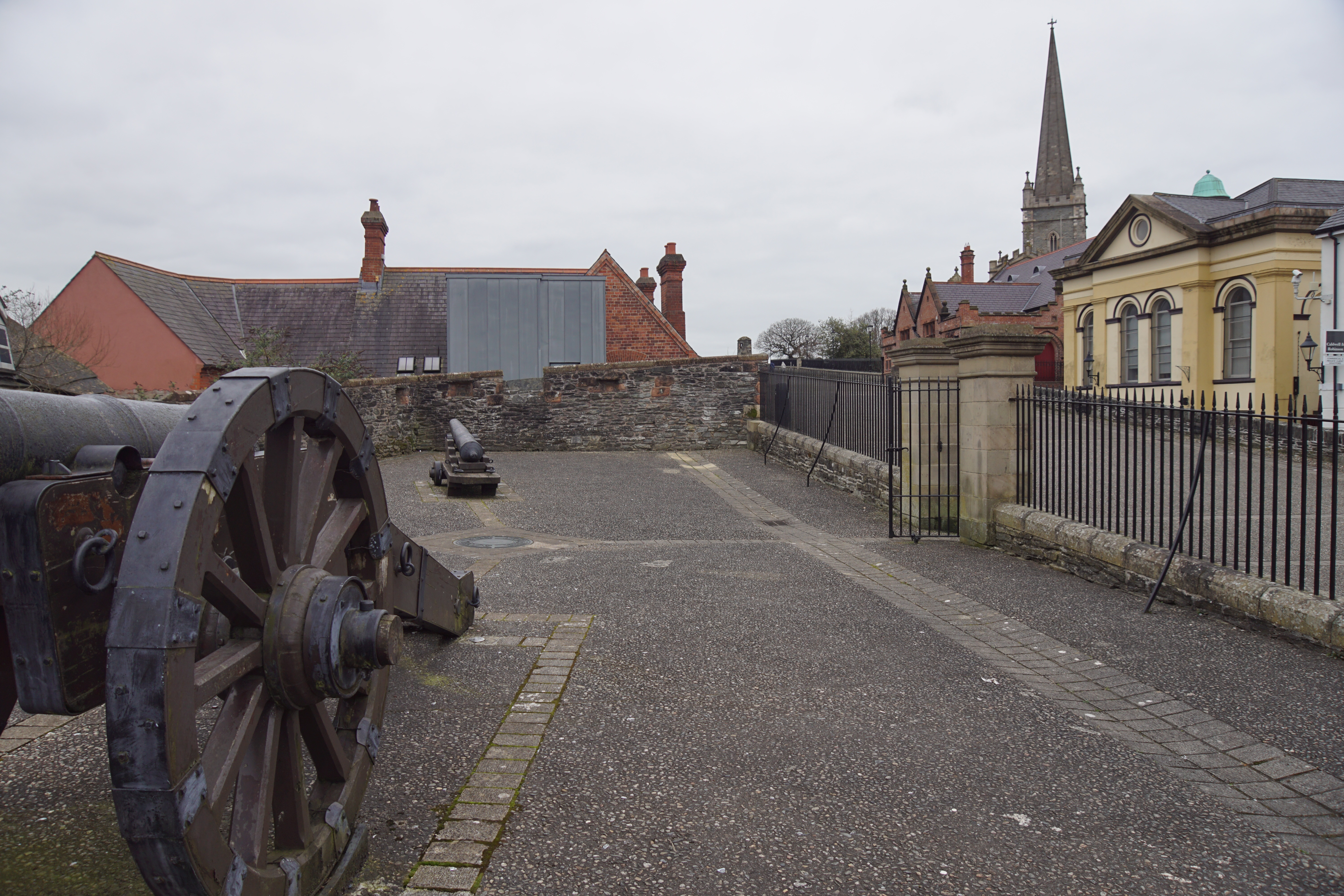
Artillery Bastion
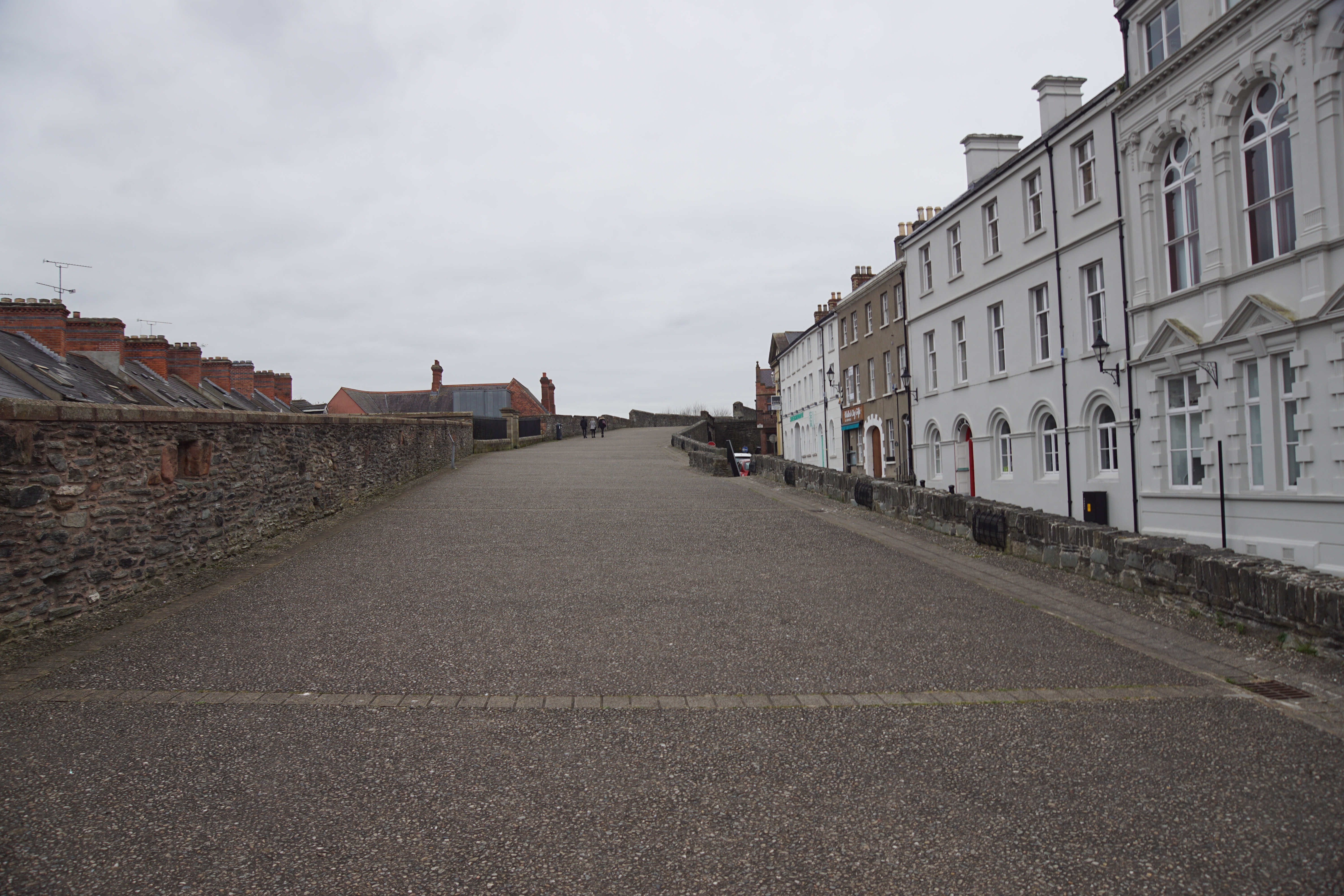
Vanaf de Ferryquay Gate naar het Artillery Bastion (links achter het hek)

### Ferryquay Gate
De Ferryquay Gate (coördinaten: 54° 59′ 41″ NB, 7° 19′ 12″ WL) uit 1618 is een van de vier originele poorten van de omwalling en leidde naar het veer over de rivier de Foyle. De poort had oorspronkelijk twee torens aan weerszijden en een ophaalbrug. Het poortgebouw diende als stadsgevangenis. In 1865 werd de poort gewijzigd waarbij aan de stadszijde een sculptuur voorstellende het hoofd van de dominee James Gordon werd aangebracht die een leider van de Presbyterianen was tijdens de Slag om Derry. Aan de veldzijde is een sculptuur aangebracht voorstellende het hoofd van dominee George Walker, de bisschop van Derry en een van de gouverneurs van de stad tijdens de Slag om Derry. De ontwerp van de poort was van Robert Collins.

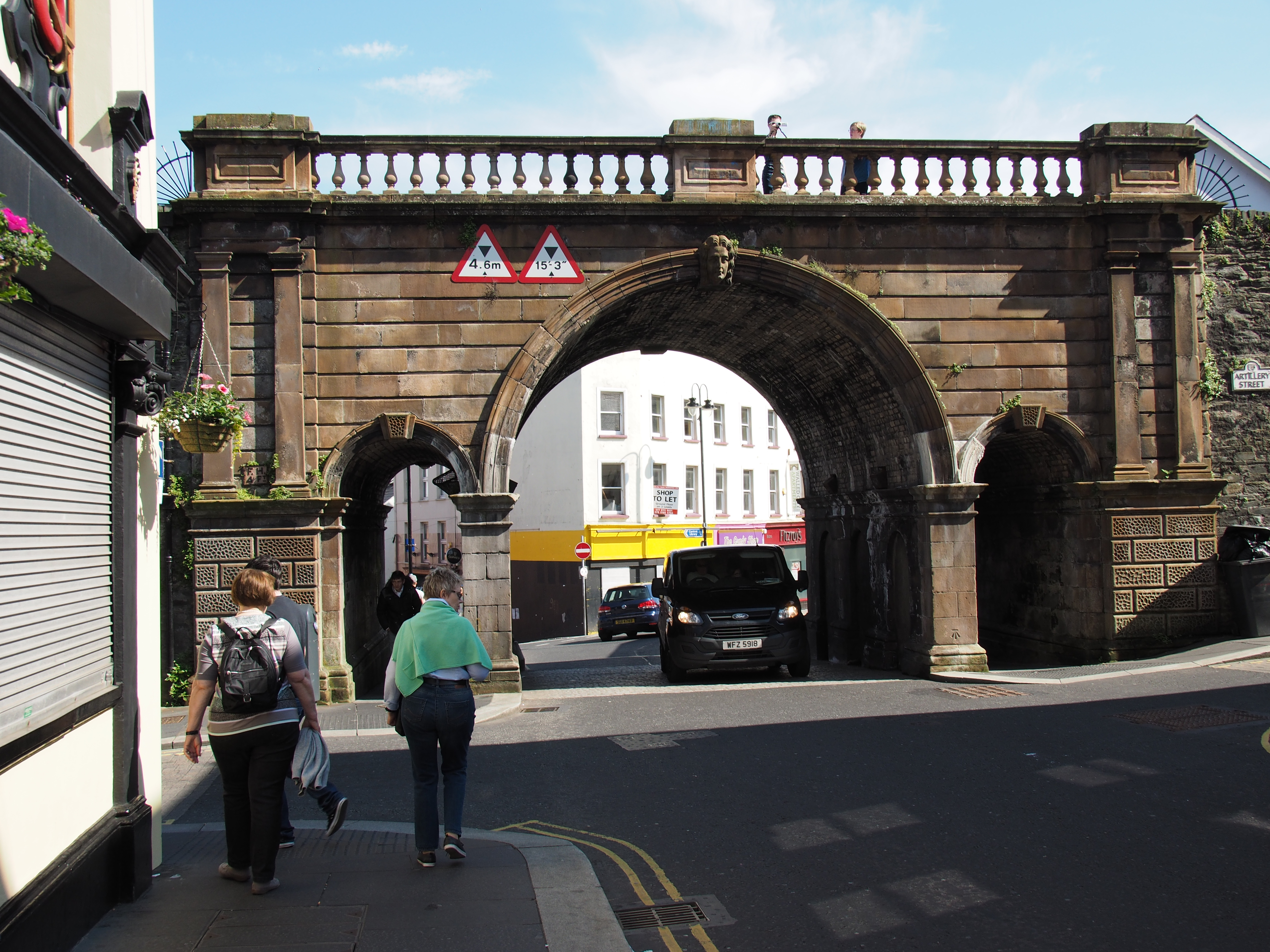
Ferryquay Gate (veldzijde)
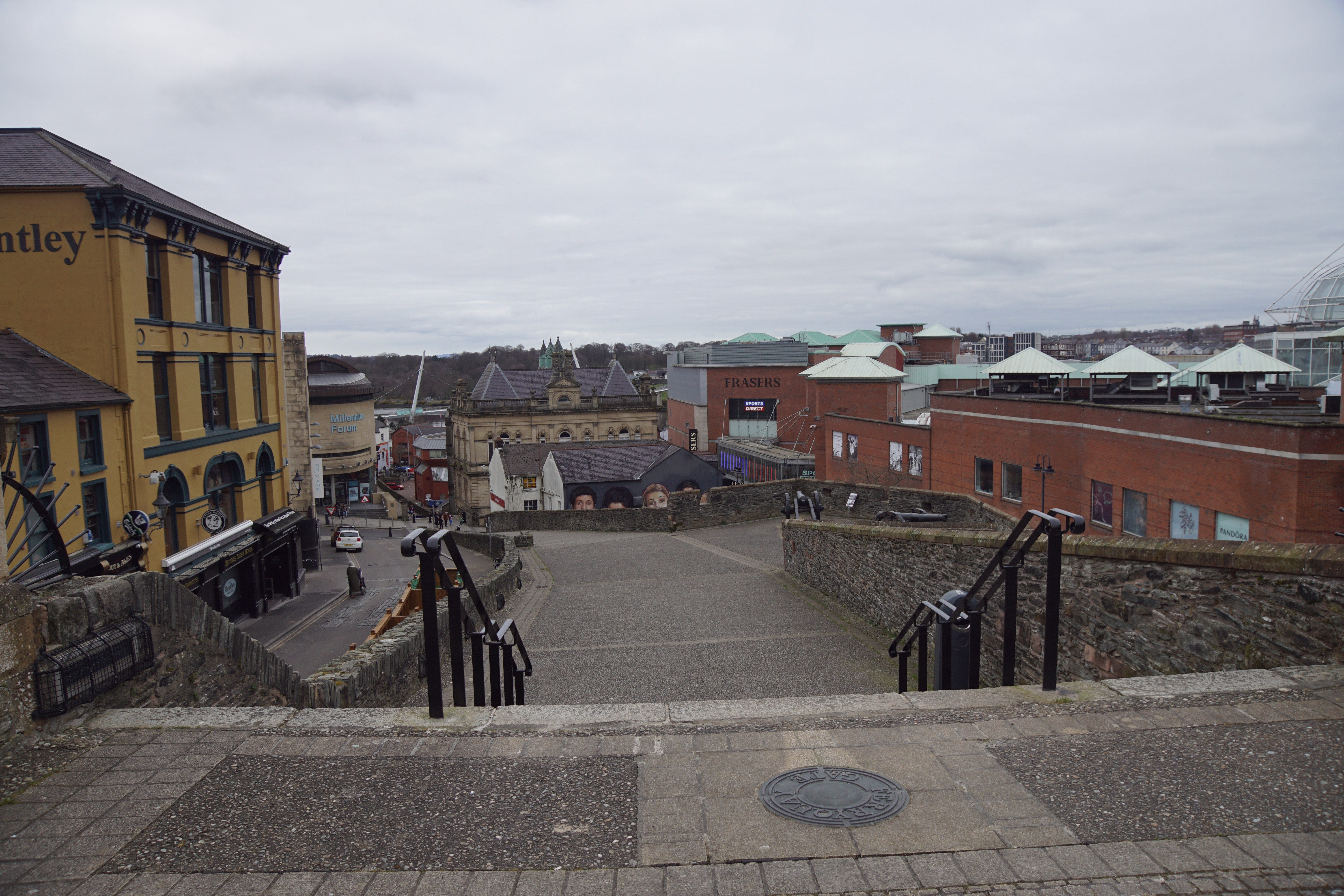
Vanaf Ferrquay Gate richting het New Gate Bastion

### New Gate Bastion
Het New Gate Bastion (coördinaten: 54° 59′ 41″ NB, 7° 19′ 11″ WL) heette bij de bouw in 1642 het London Bastion totdat het in 1689 zijn huidige naam kreeg. In die tijd heette de Ferry Quay Gate New Gate. De twee kanonnen op dit bastion stammen uit 1642.
Na dit bastion is er sinds de jaren zestig van de 19e eeuw een bres in de stadsomwalling waar de Newmarket Street doorheen loopt waardoor karren makkelijker bij de verschillende markten in de stad konden komen. In die tijd had de stadsomwalling zijn waarde voor de verdediging van de stad verloren. 
De stadsmuur vanaf het New Gate Bastion naar het Water Bastion staat bekend als de East Wall (Oostelijke muur).

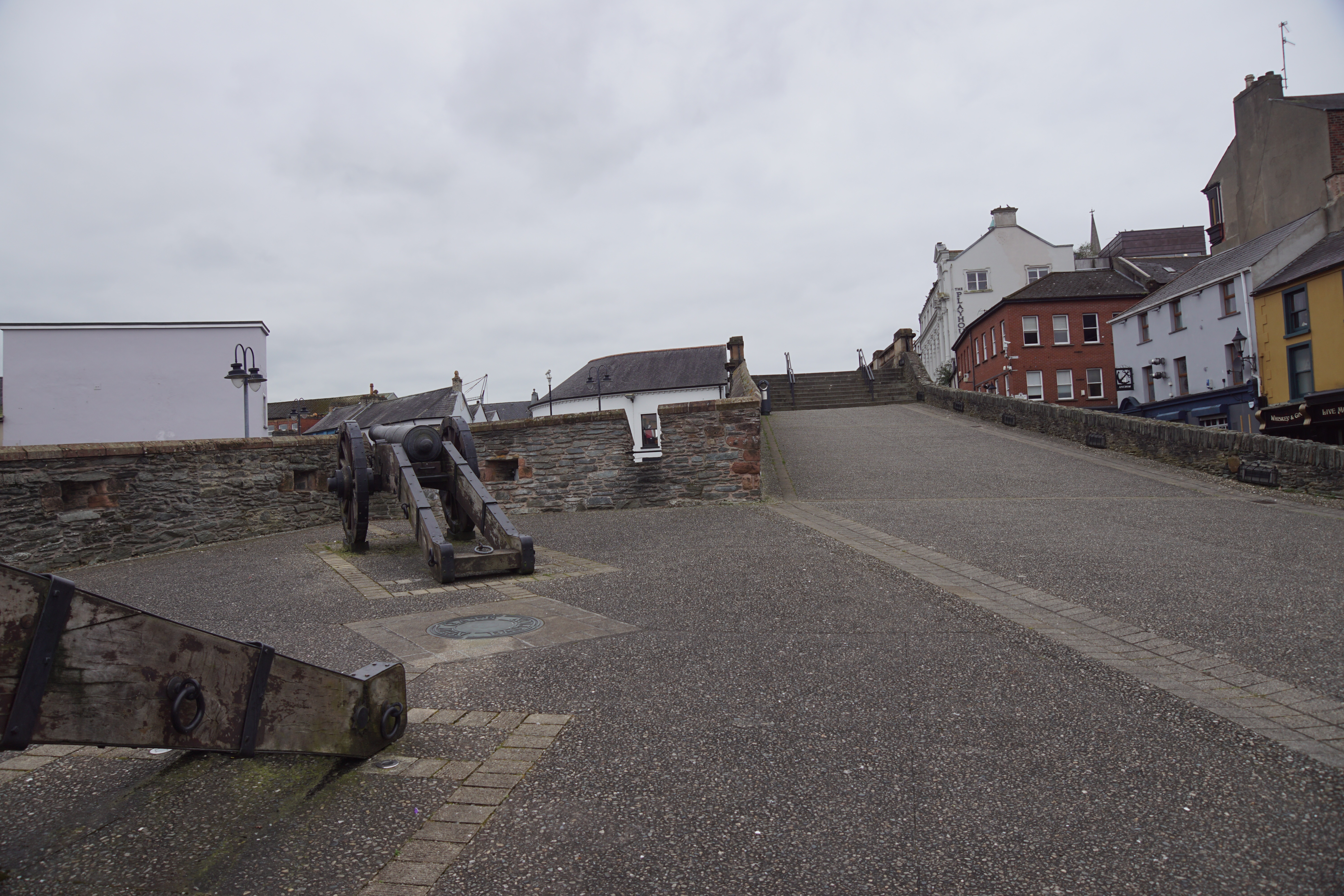
Vanaf het New Gate Bastion richting Ferryquay Gate

### Water Bastion
Het Water Bastion (coördinaten: 54° 59′ 47″ NB, 7° 19′ 7″ WL) bestaat niet meer. In de jaren dertig van de 19e eeuw wilde een groep kooplui een weg van de Linen Hall Street door het bastion heen naar Foyle Street. In eerste instantie werd enkel een trap toegestaan door het bastion, maar deze trap werd in de jaren na de aanleg verschillende keren verbreed, waardoor er in 1850  niets meer van het bastion over was. Bij archeologisch onderzoek in 1983 werden de complete fundamenten van het bastion ontdekt die twee meter breed zijn met externe versteviging en voorzien van zandstenen hoekstenen.
In 1622 heette dit bastion The Governor of the Plantation's Bulwark. In 1689 werd het bastion bekend onder de huidige naam, omdat bij vloed het water van de rivier tegen het bastion aanklotste. De locatie van het bastion kijkt uit over Foyle Street.

### Shipquay Gate
De Shipquay Gate (coördinaten: 54° 59′ 49″ NB, 7° 19′ 12″ WL) gaf toegang tot de rivierkades en tot de Shipquay Street (die vroeger Silver Street heette). De poort bevindt zich in het midden van de noordelijke deel van de stadsmuur die loopt tussen het Water Bastion en de plek van Coward's Bastion. In 1622 werd deze poort de Water Gate genoemd omdat de rivier op een klein stuk kade na vlak bij de stadsmuur kwam. De huidige ceremoniële boog werd gebouwd tussen 1805 en 1808, tegelijk met de herbouw van de Butcher Gate. De originele zeventiende-eeuwse poort had een valhek met een wachthuis er bovenop. De binnenste pijlers van de poort zijn versierd met klassieke symbolen van voorspoed en handel.
De Shipquay Gate had een uitkijktoren, kantelen en een valhek. In de periode 1803-1805 werden aan de buitenzijde versieringen van een hoorn des overvloeds en een caduceus (de staf van de god Hermes) aangebracht om de rijkdom van de stad te vieren.

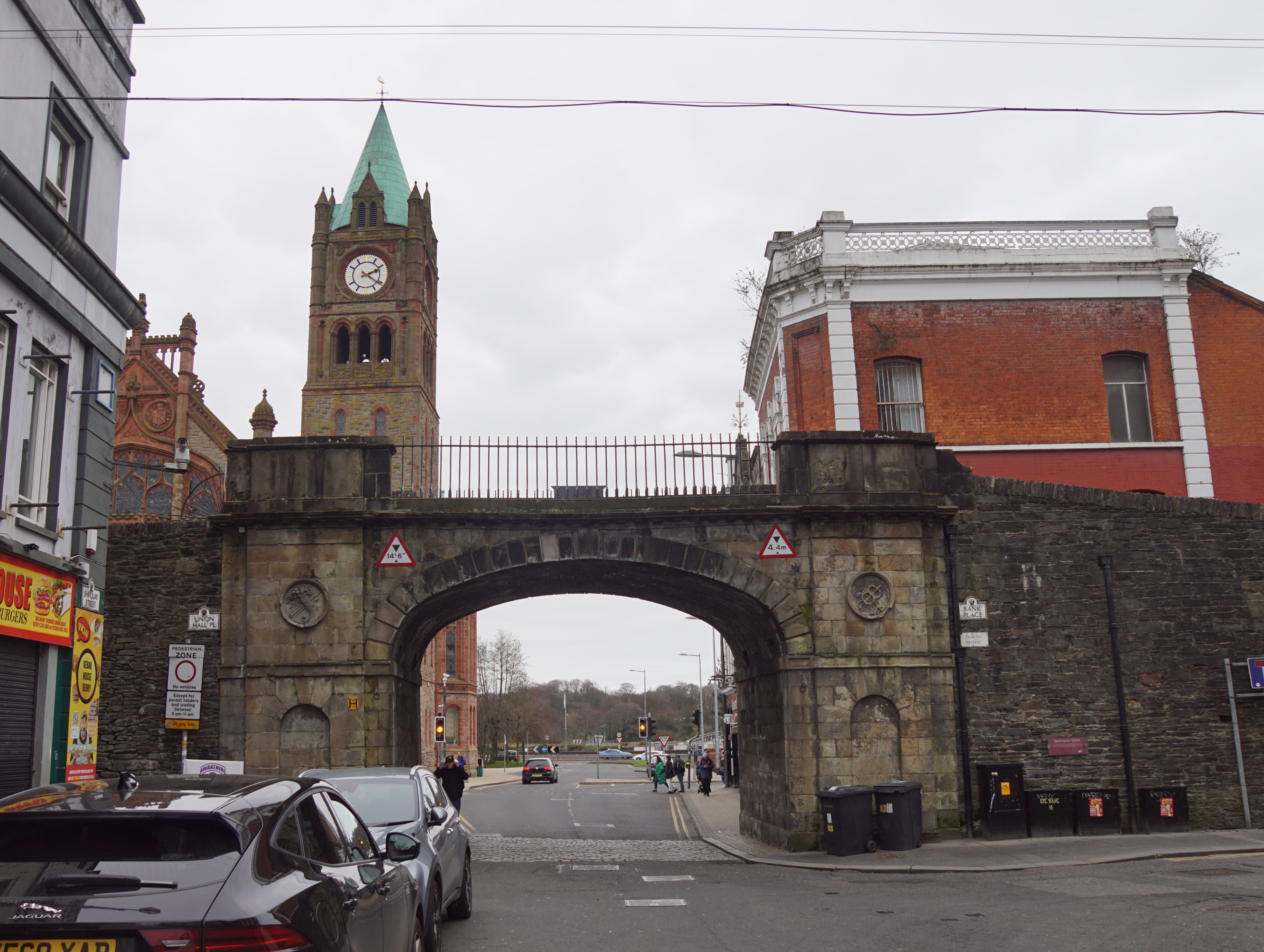
Shipquay Gate (veldzijde)
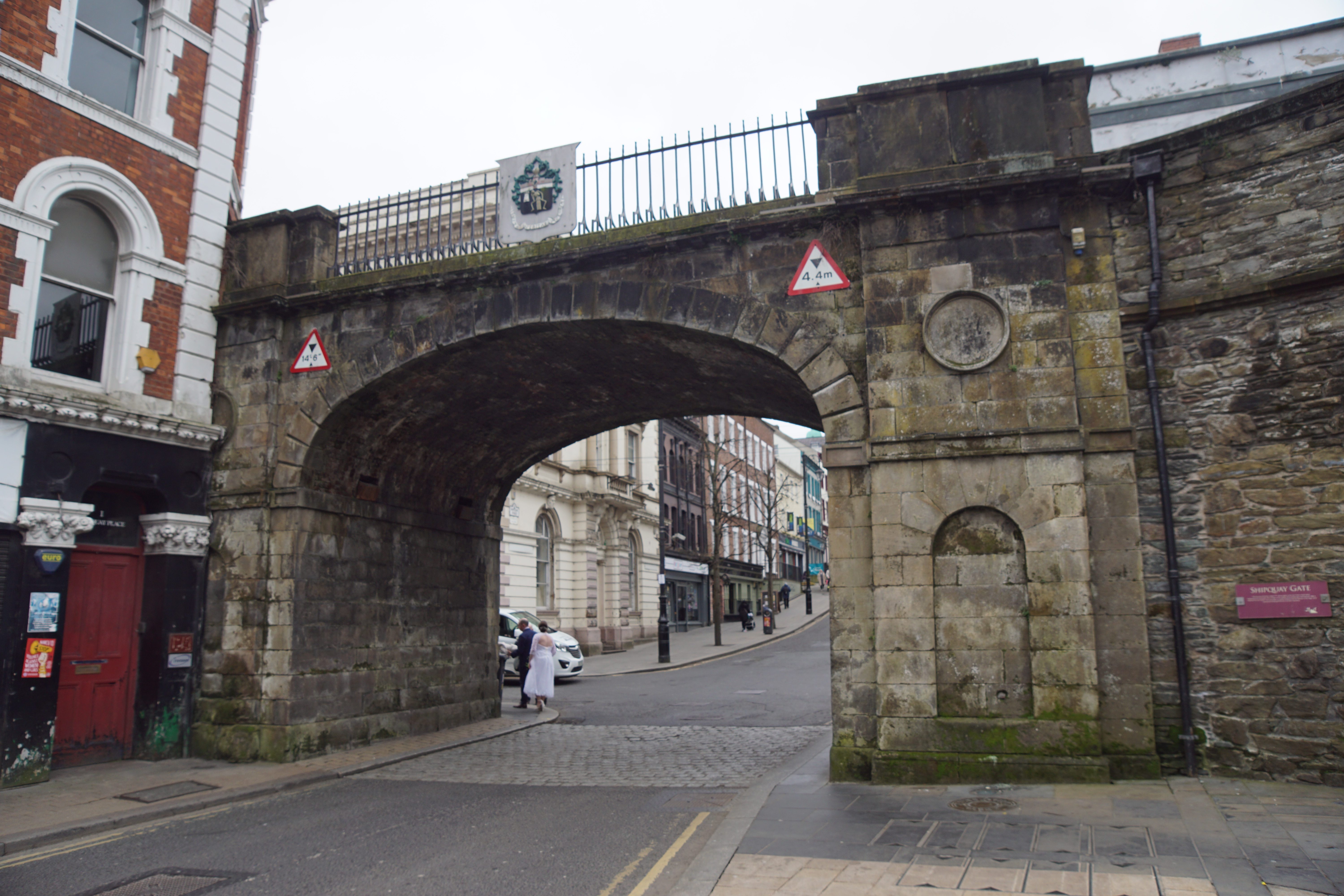
Shipquay Gate (stadszijde)
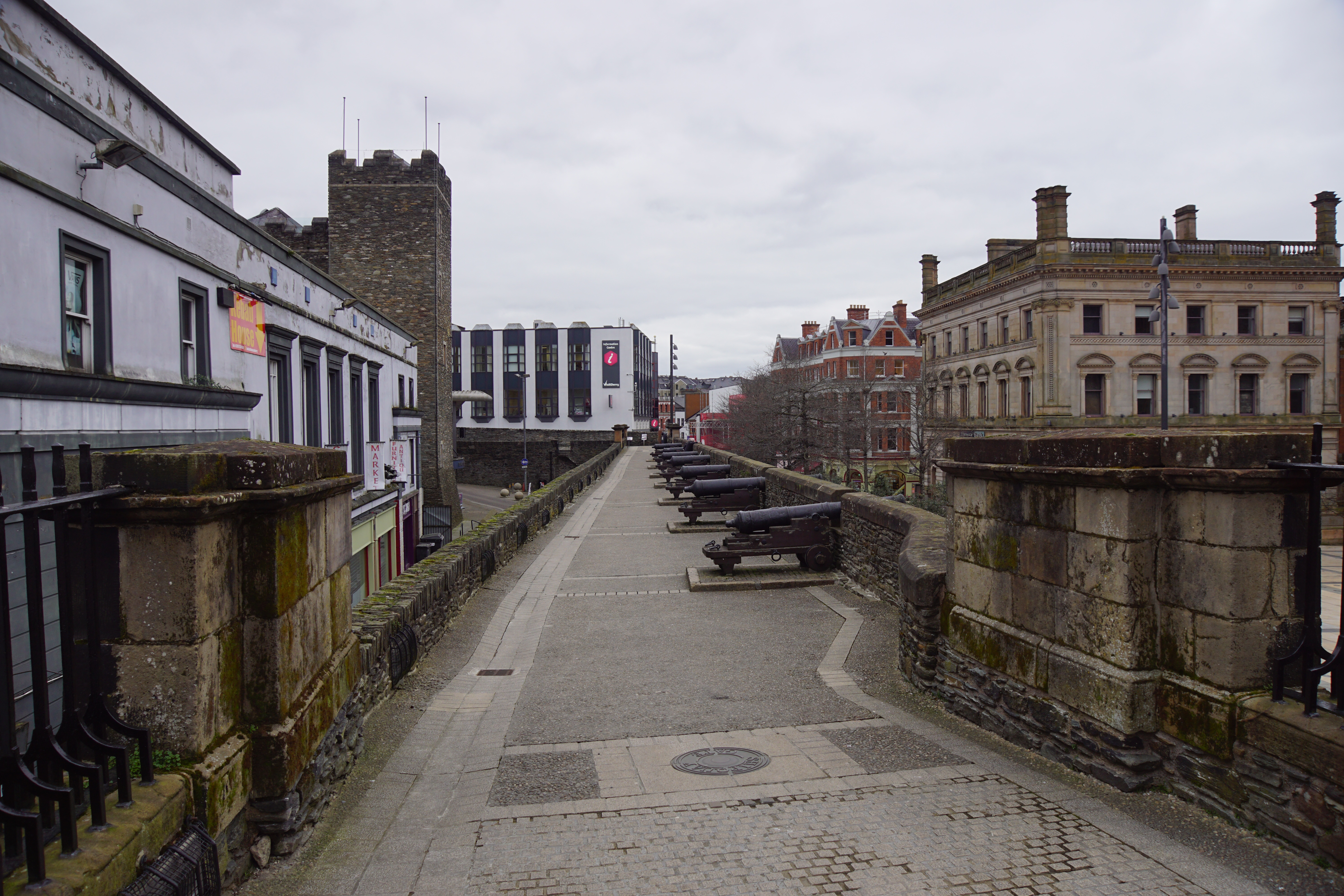
Kanonnen bij Shipquay Gate

### Coward's Bastion
Het grote Coward's Bastion is er niet meer. Het stak uit in de rivier. Oorspronkelijk stond het bekend als het Lord Chichester's Bulwark. Tijdens het beleg van 1688-1689 werd het bastion bekend als het Coward's Bastion  omdat dit deel van de stadsmuur het minst gebombardeerd werd door de vijand. In 1800 gaf het parlement toestemming aan de Londonderry Corporation om de gehele stadsmuur van Derry te verwijderen. De eerste stap hierin was het verwijderen van dit bastion zodat er een botermarkt kon worden gerealiseerd. In 1823 was er van het bastion nauwelijks meer iets over.

### Magazine Gate
De Magazine Gate (coördinaten: 54° 59′ 51″ NB, 7° 19′ 14″ WL) werd in 1864 gerealiseerd omdat karrendrijvers klaagden over de scherpe bocht die ze moesten maken om van Union Hall Place naar Magazine Street te komen. Het ontwerp was van Fitzgibbon Louch.

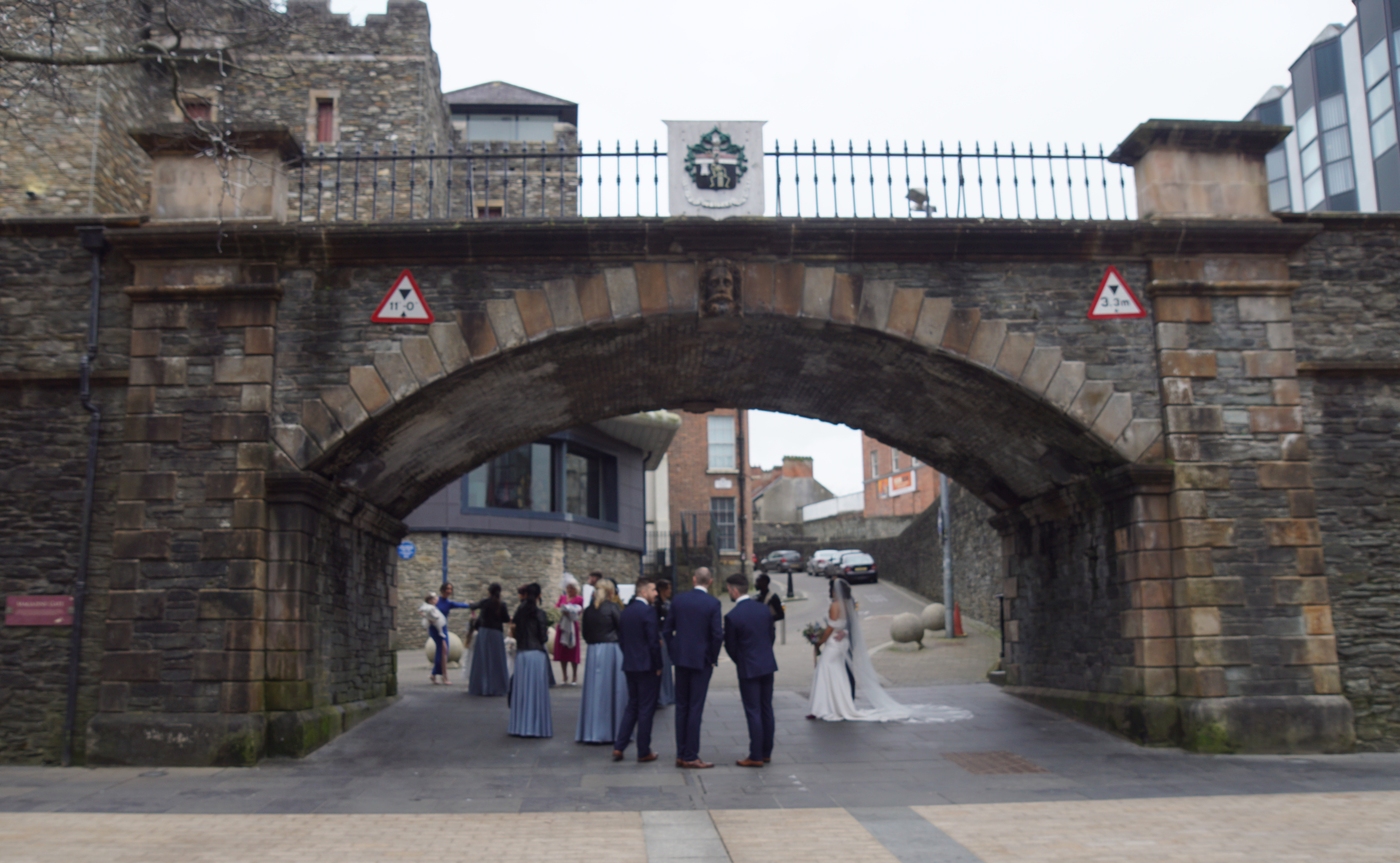
Magazine Gate (veldzijde)
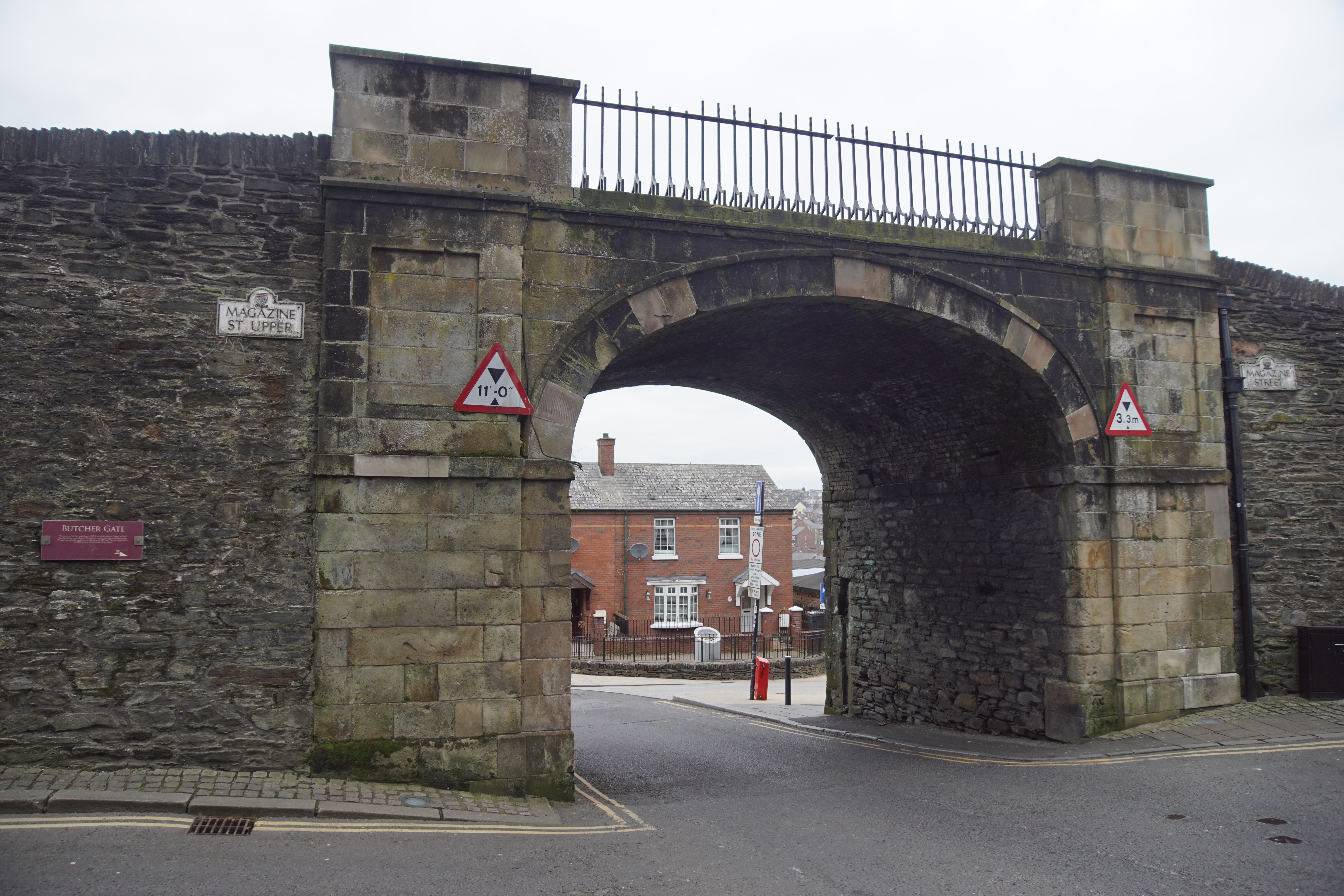
Magazine Gate (stadszijde)
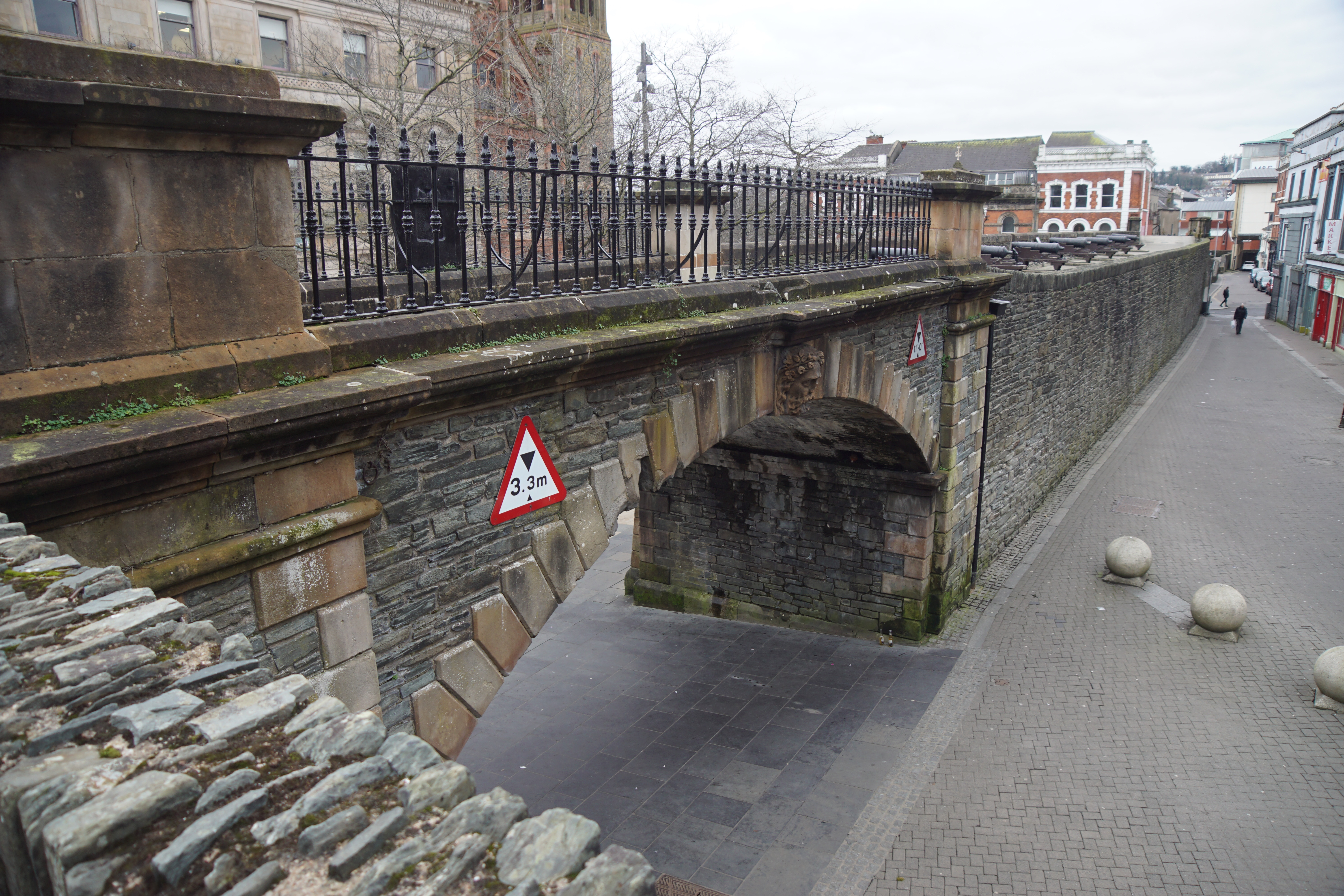
Magazine Gate gezien vanaf de plek waar Coward's Bastion was
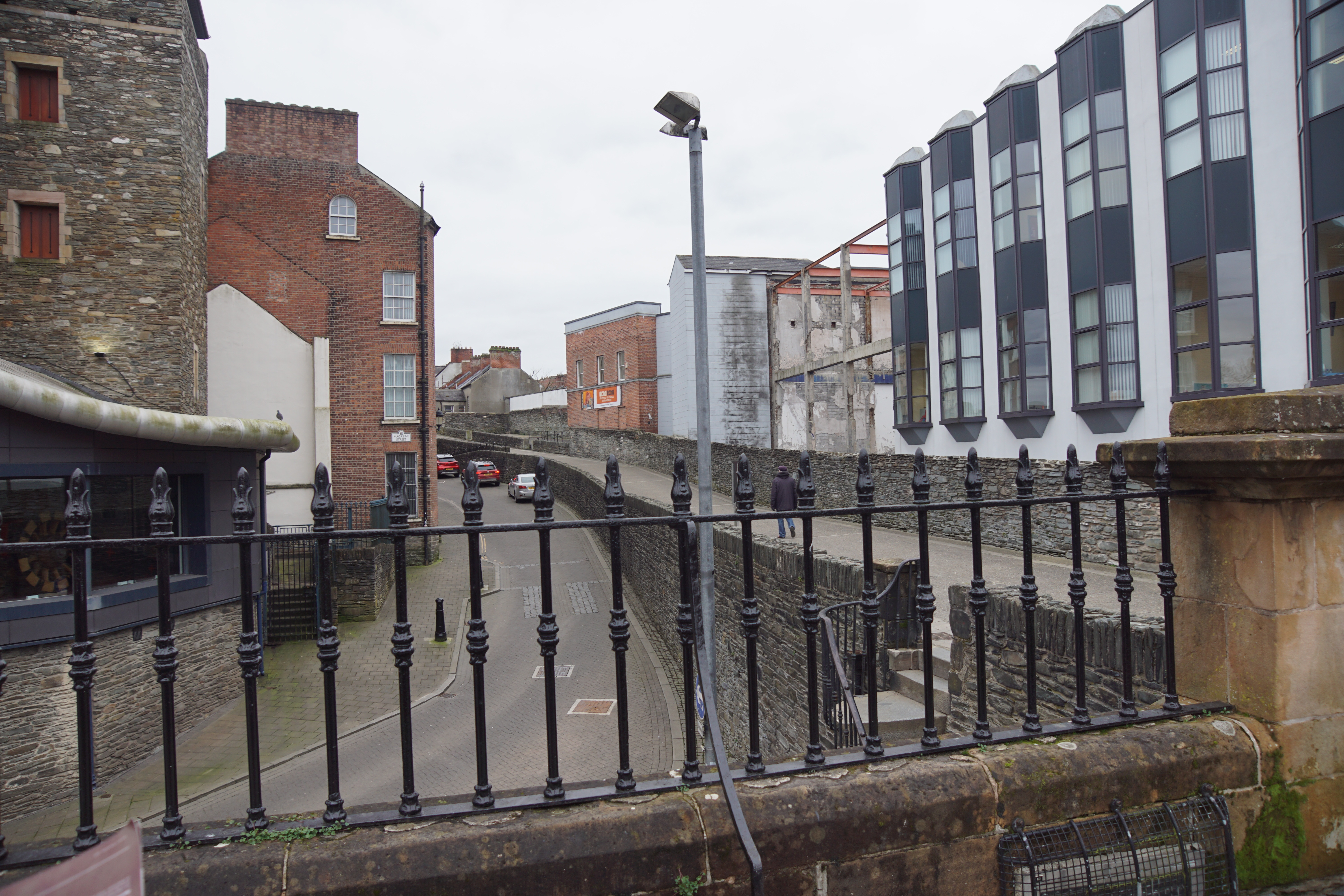
Vanaf Magazine Gate naar Coward's Bastion

### Hangman's Bastion
Van het Hangman's Bastion (coördinaten: 54° 59′ 50″ NB, 7° 19′ 18″ WL) is een deel overgebleven, namelijk een rechthoekig plaform gebouwd in de achterzijde van de huizen van Waterlooo Street.
De naam van het bastion zou afkomstig zijn uit de Slag om Derry toen een man de stad probeerde te ontvluchten maar zichzelf bijna ophing met het touw dat hij gebruikte om hier van de muur af te dalen.

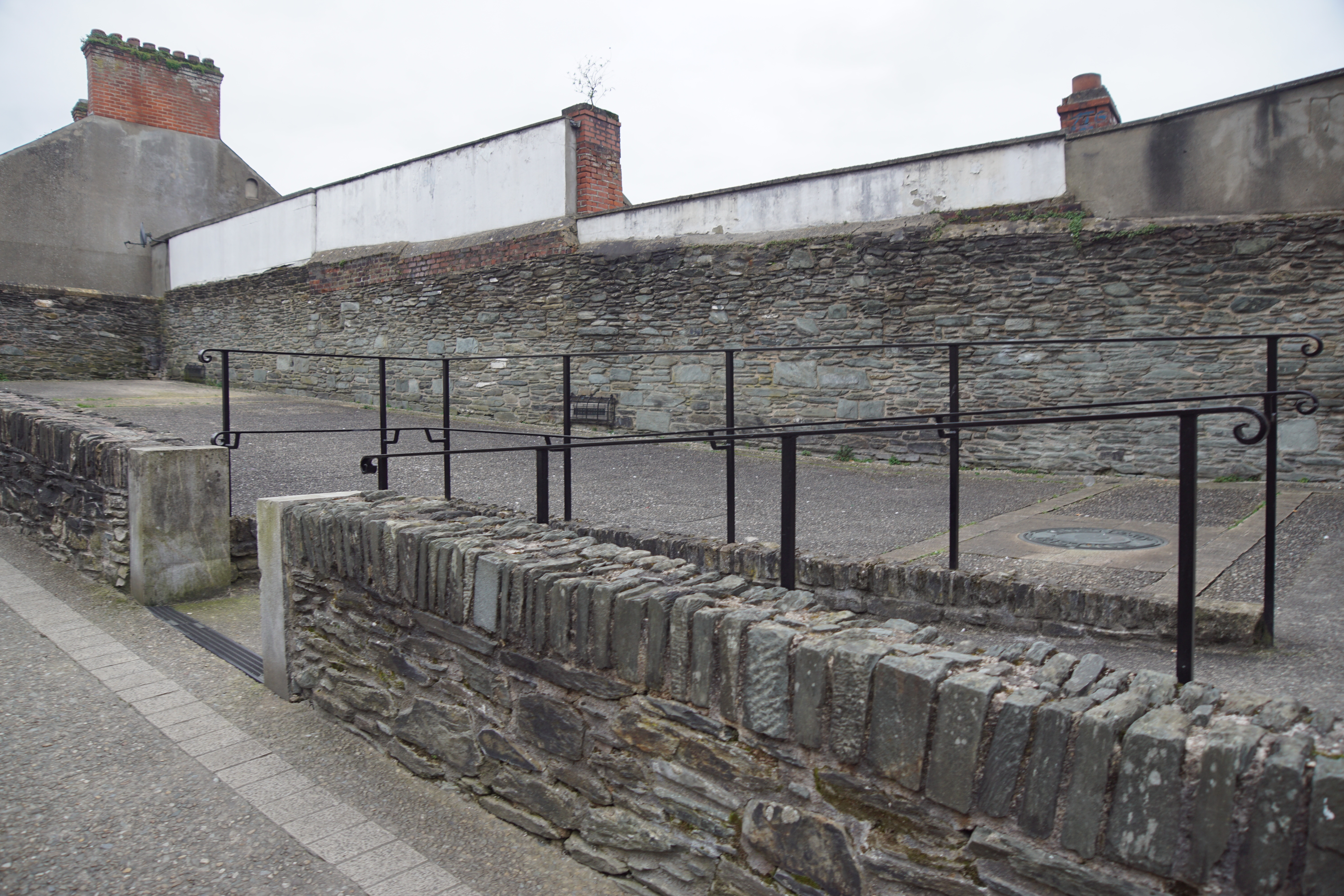
Hangman's Bastion
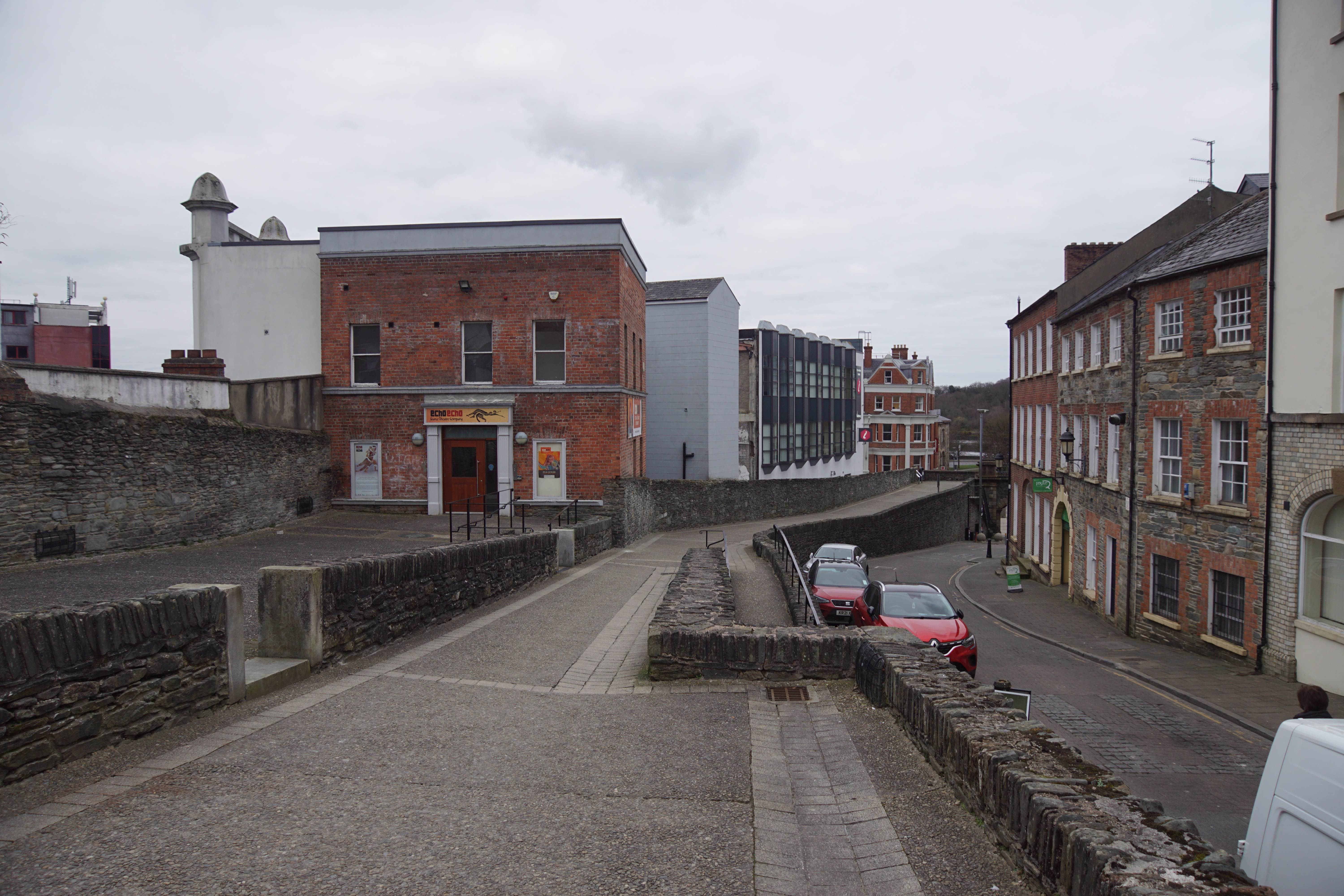
Hangman's Bastion (links) richting Magazine Gate

### Castle Gate
De Castle Gate (coördinaten: 54° 59′ 48″ NB, 7° 19′ 19″ WL) werd in 1803 gebouwd als tweede van de drie nieuwe poorten van de stad. Het is de smalste poort in de stadsomwalling. De poort was tot halverwege de negentiende eeuw bekend als de New Gate. De naam Castle Gate verwijst naar het middeleeuwse stadskasteel gebouwd door de familie O'Doherty dat naast de poort staat. De poort verbond Castle Lane (nu Castle Street) in de stad met de Parade en de Cow Bog (nu Waterloo Street) buiten de stad. De huidige poort is grotendeels gereconstrueerd in de jaren negentig van de 20e eeuw.

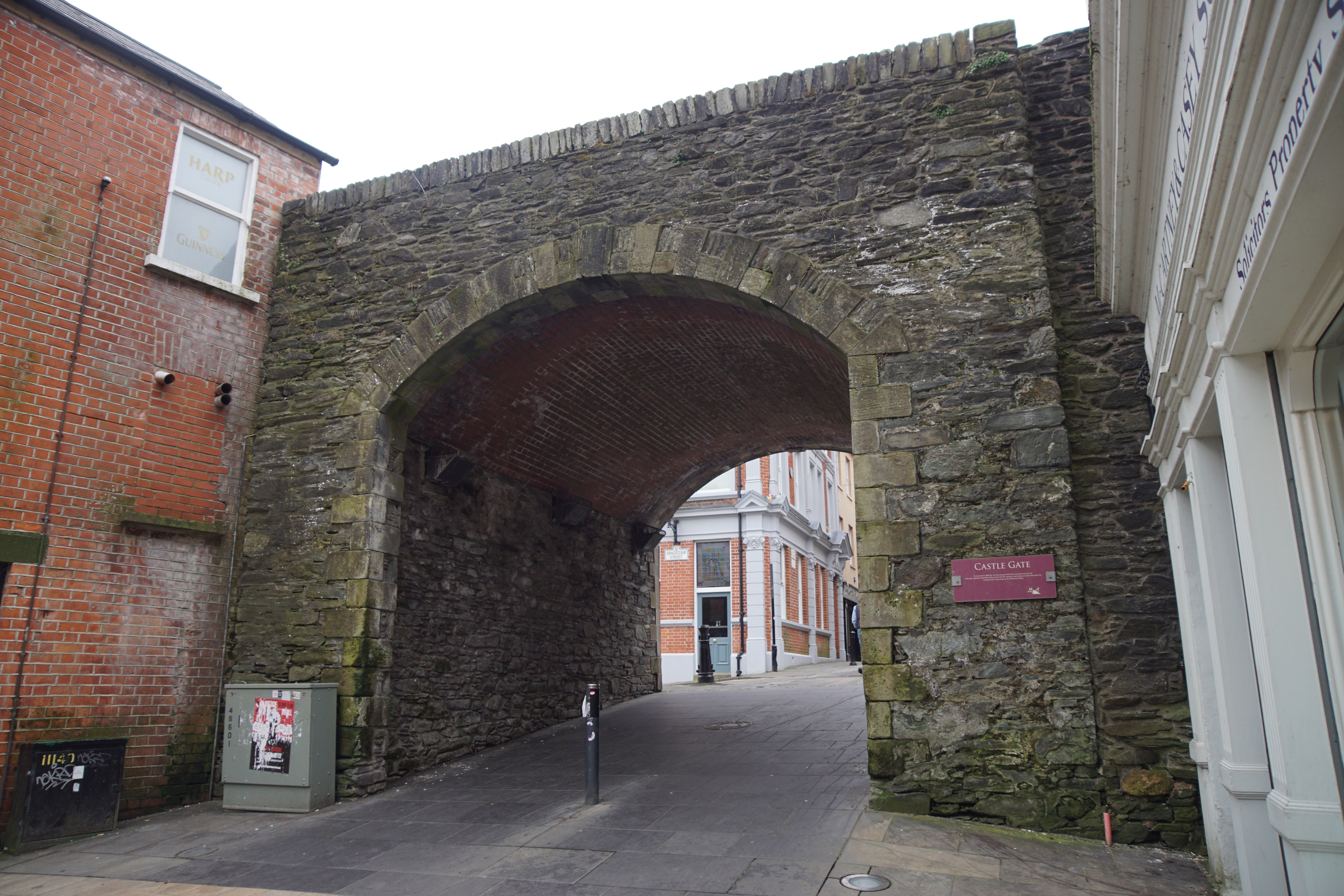
Castle Gate
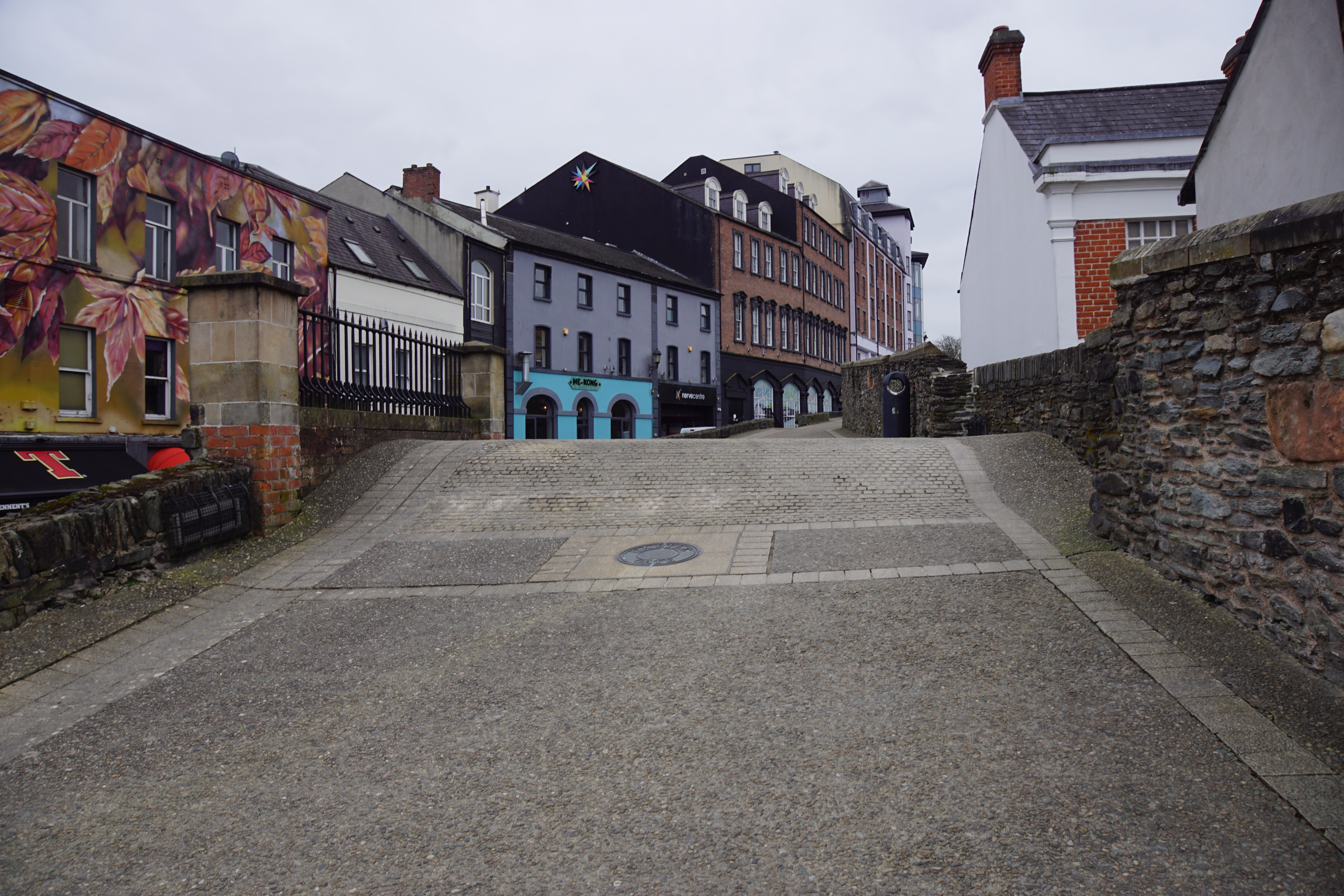
Castle Gate (op de muur)
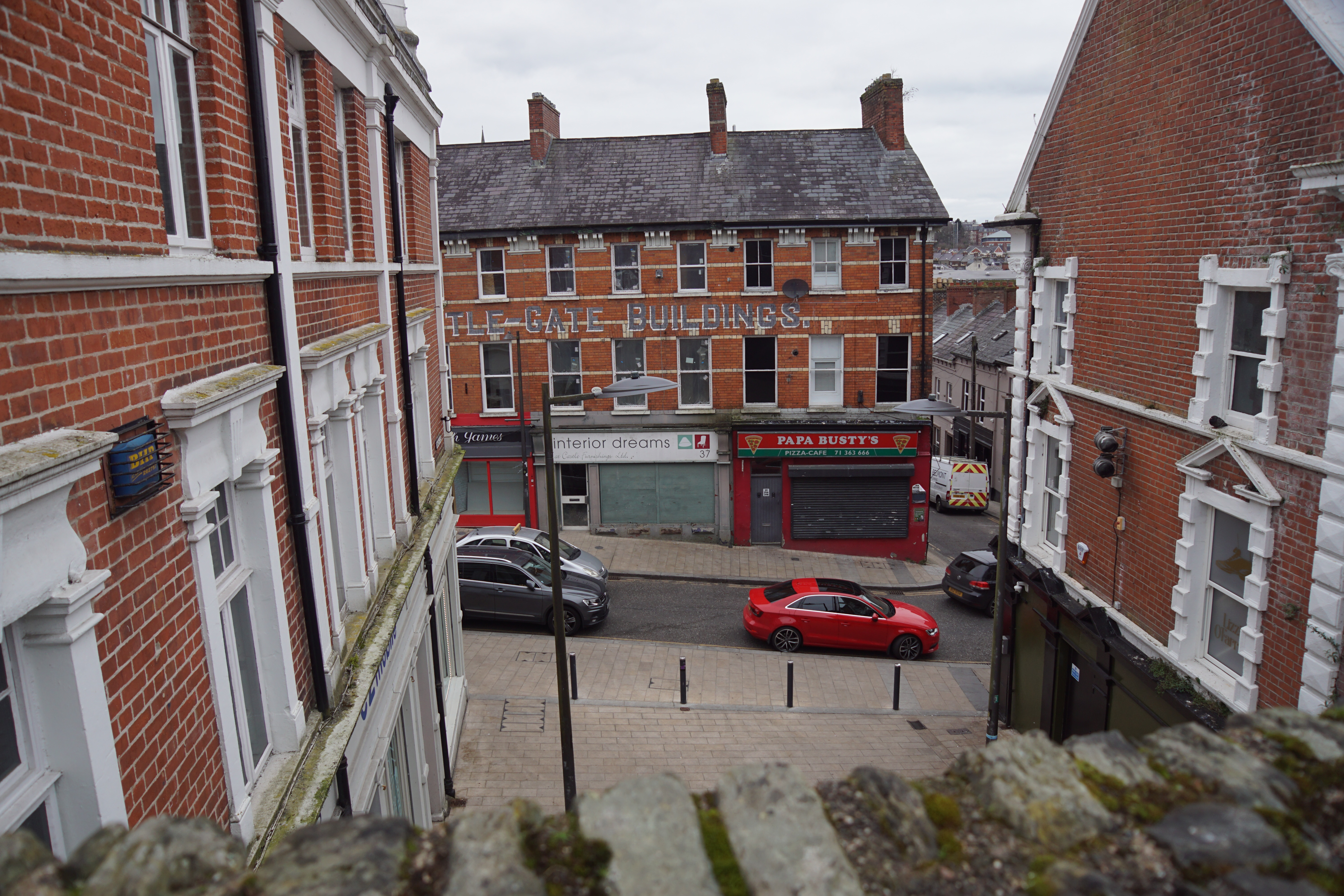
Zicht op de Castle Gate Buildings

### Gunner's Bastion
Het Gunner's Bastion heette origineel het Mayor of Londonderry's Bulwark. Van dit bastion is niks meer over.

### Butcher Gate
De Butcher Gate (coördinaten: 54° 59′ 46″ NB, 7° 19′ 24″ WL) was een van de vier oorspronkelijke poorten uit 1617 en was toen bekend onder de namen Nugate en King's Gate. De huidige naam verwijst naar de vleesmarkt en de slachthuizen die zich hier in de 17e en 18e eeuw bevonden. Bij het beleg in 1689 werd deze poort bijna vernietigd door kanonvuur en werd in 1805-1808 dubbel zo hoog herbouwd.

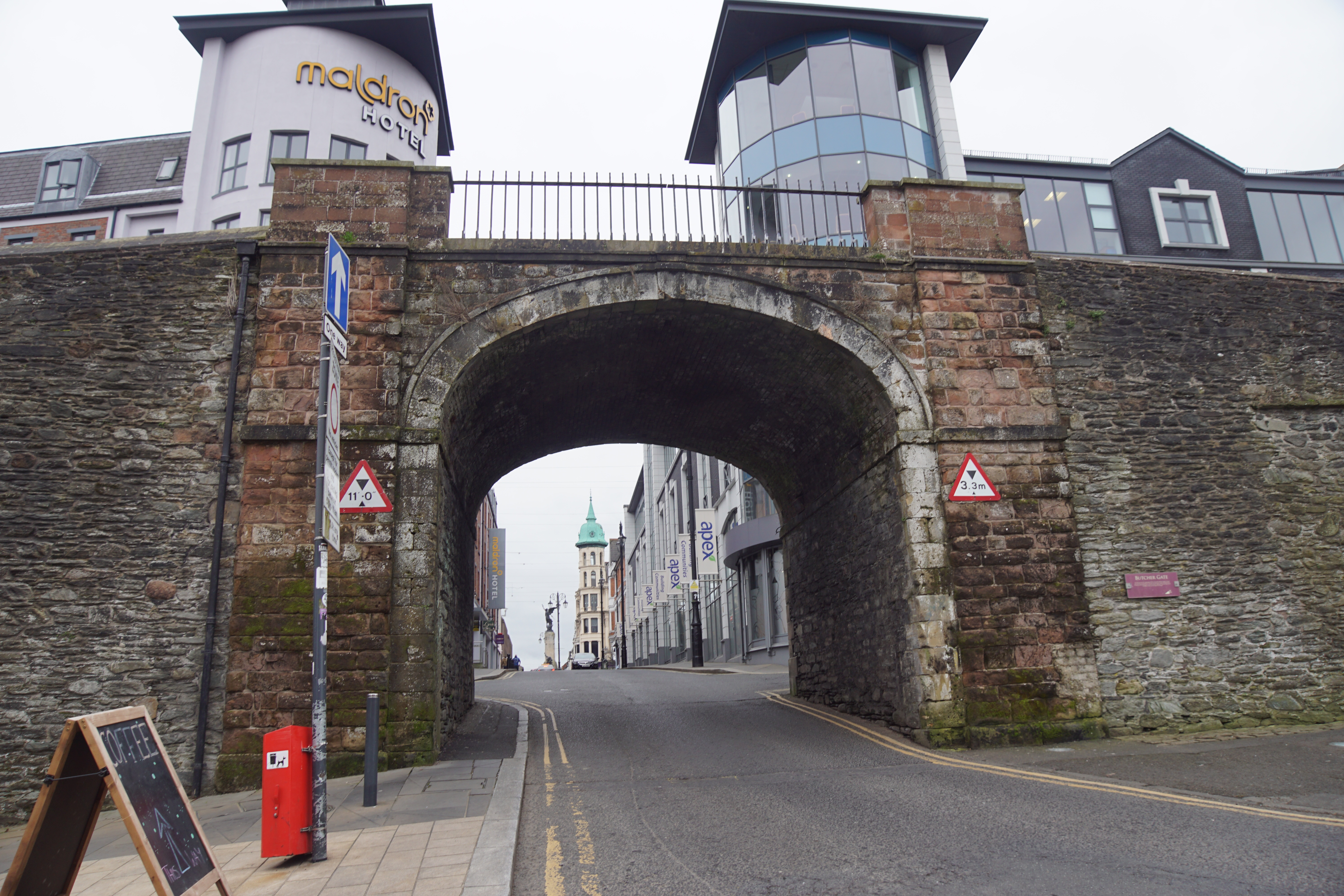
Butcher Gate (veldzijde)
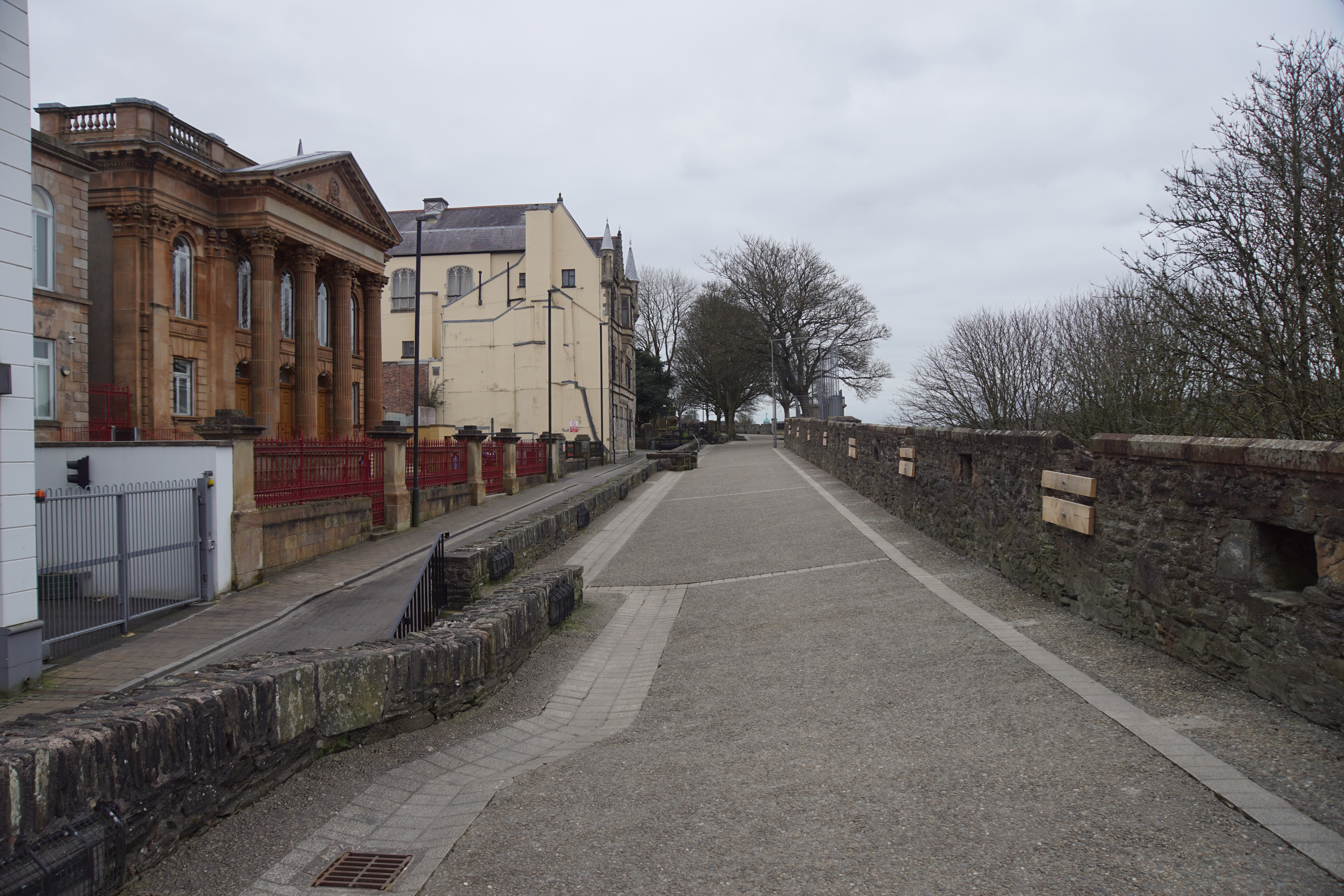
Butcher Gate (on the wall)
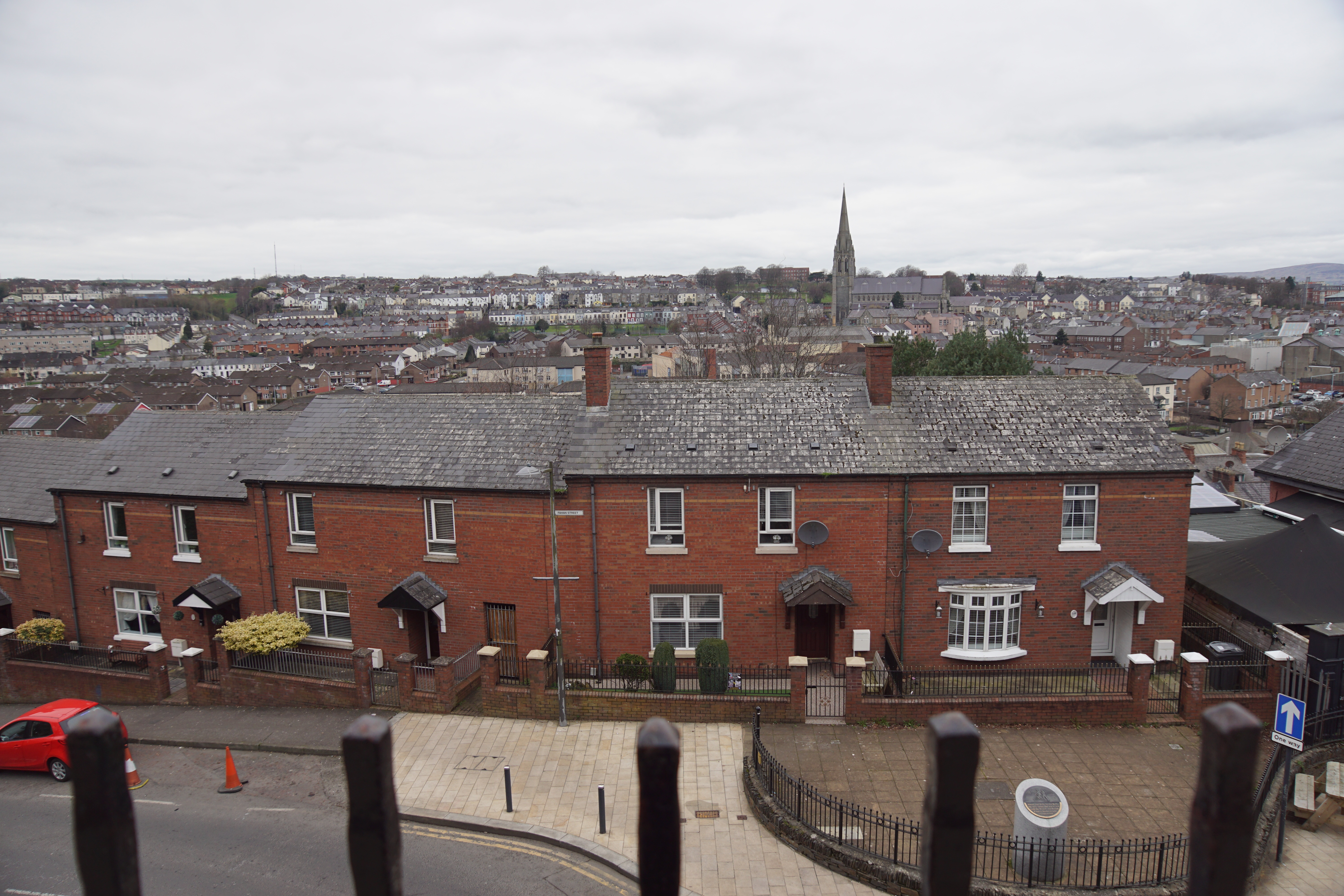
Uitzicht op de Bogside

### The Platform, Grand Parade en Royal Bastion
The Platform is een rechthoekig bastion dat uitkijkt over de vallei die bekend staat als de Bogside.
Het deel van de stadsmuur tussen het Royal Bastion en het Double Bastion staat bekend als de Grand Parade (coördinaten: 54° 59′ 40″ NB, 7° 19′ 31″ WL) die in de vroege 19e eeuw werd aangelegd vanaf de tuin van het bisschoppelijk paleis naar de muur. Dit deel van de muur is nog voorzien van kantelen en musketgaten. Er staan hier drie kanonnen opgesteld, waarvan eentje uit 1620 stamt.
Het Royal Bastion (coördinaten: 54° 59′ 43″ NB, 7° 19′ 30″ WL) `kijkt uit over de Bogside. De naam verkreeg het bastion tijdens het beleg van 1689 omdat hier het rood vaandel was gehesen. Oorspronkelijk heette dit bastion Lord Docwra's Bulwark. Voor dit bastion liep een droge greppel tot aan het Double Bastion.
Tussen 1826 en 1828 werd een monument opgericht op dit bastion ter ere van de dominee George Walker die de gouverneur was tijdens het beleg. Het monument staat bekend als de Walker Memorial Pillar. De Dorische pilaar van 27,4 meter hoog was ontworpen door James Henry. Erop staat een standbeeld van Walker van 2,7 meter hoog dat gemaakt werd door John Smyth uit Dublin. In 1973 werd de pilaar opgeblazen door een bom van de IRA. De kanonnen op dit bastion zijn negentiende-eeuws.

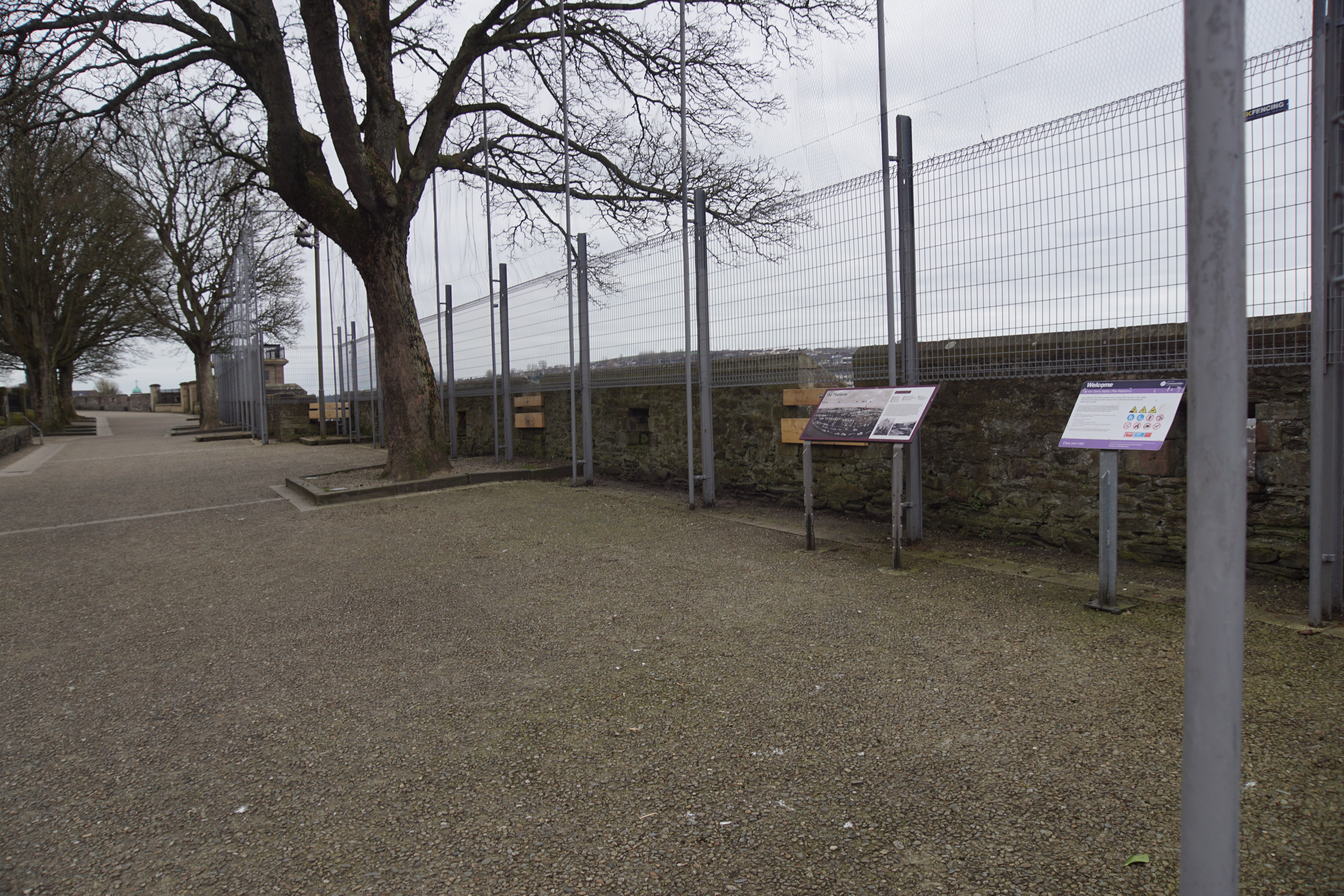
The Platform
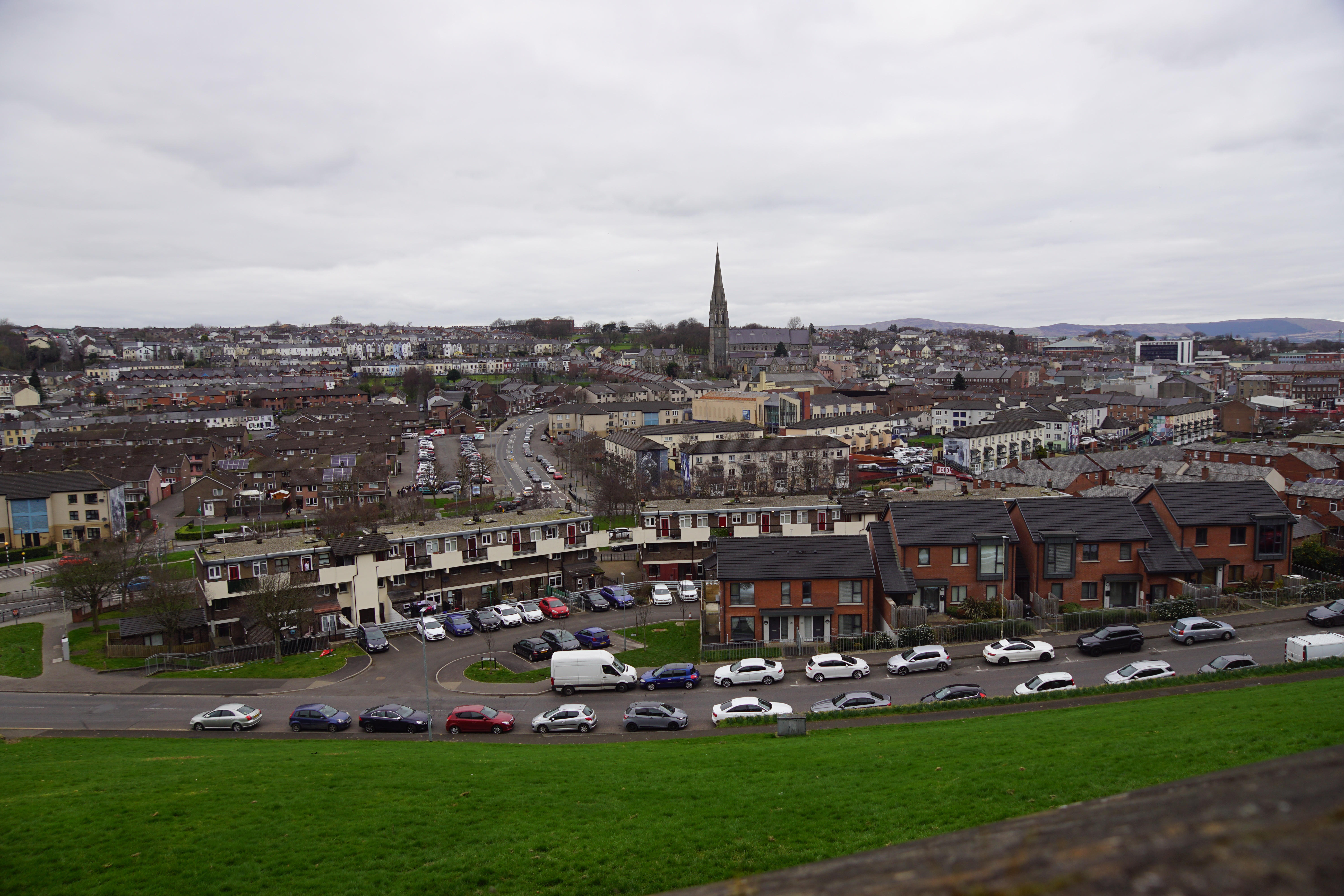
Zicht op de Bogside vanaf The Platform
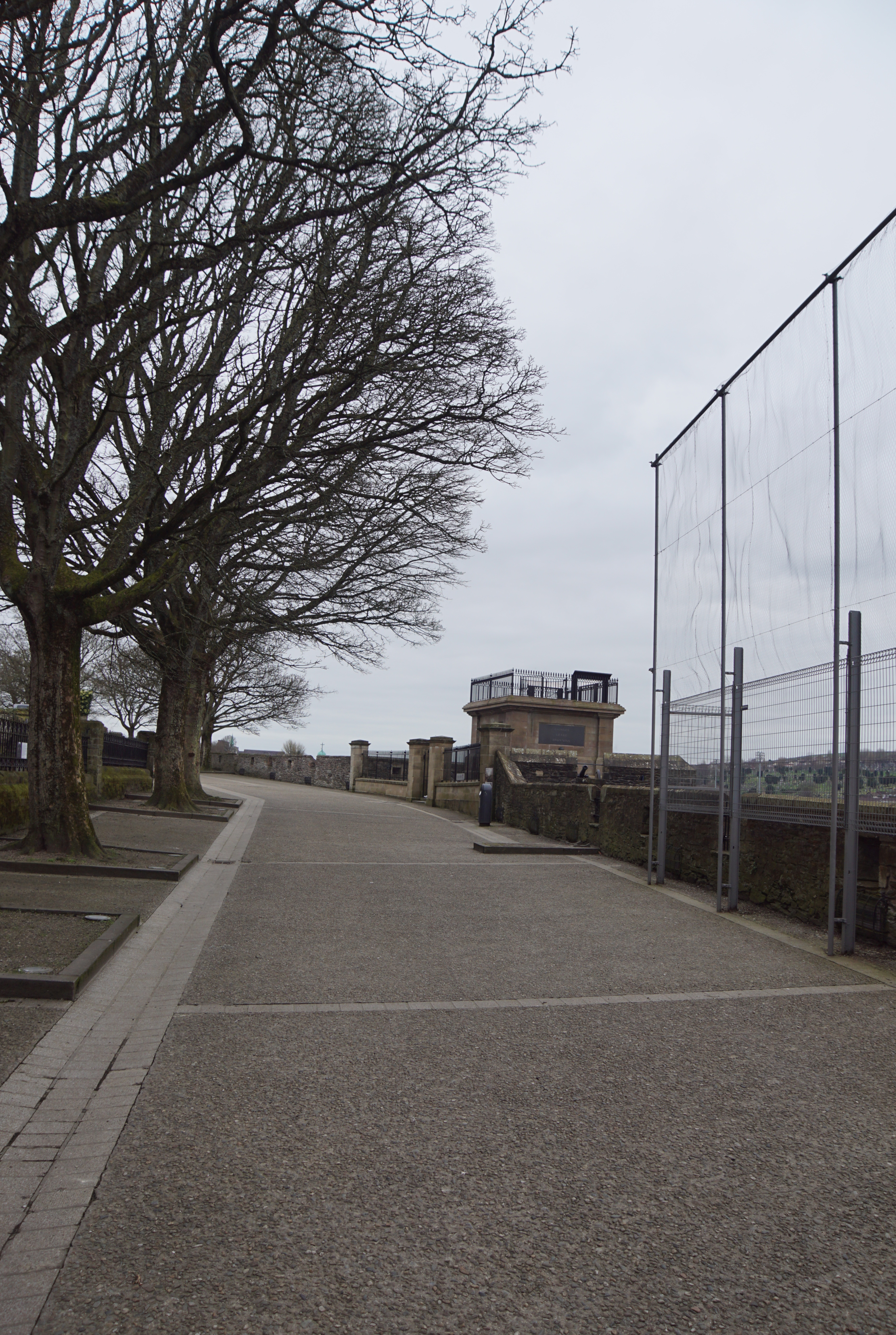
De Grand Parade
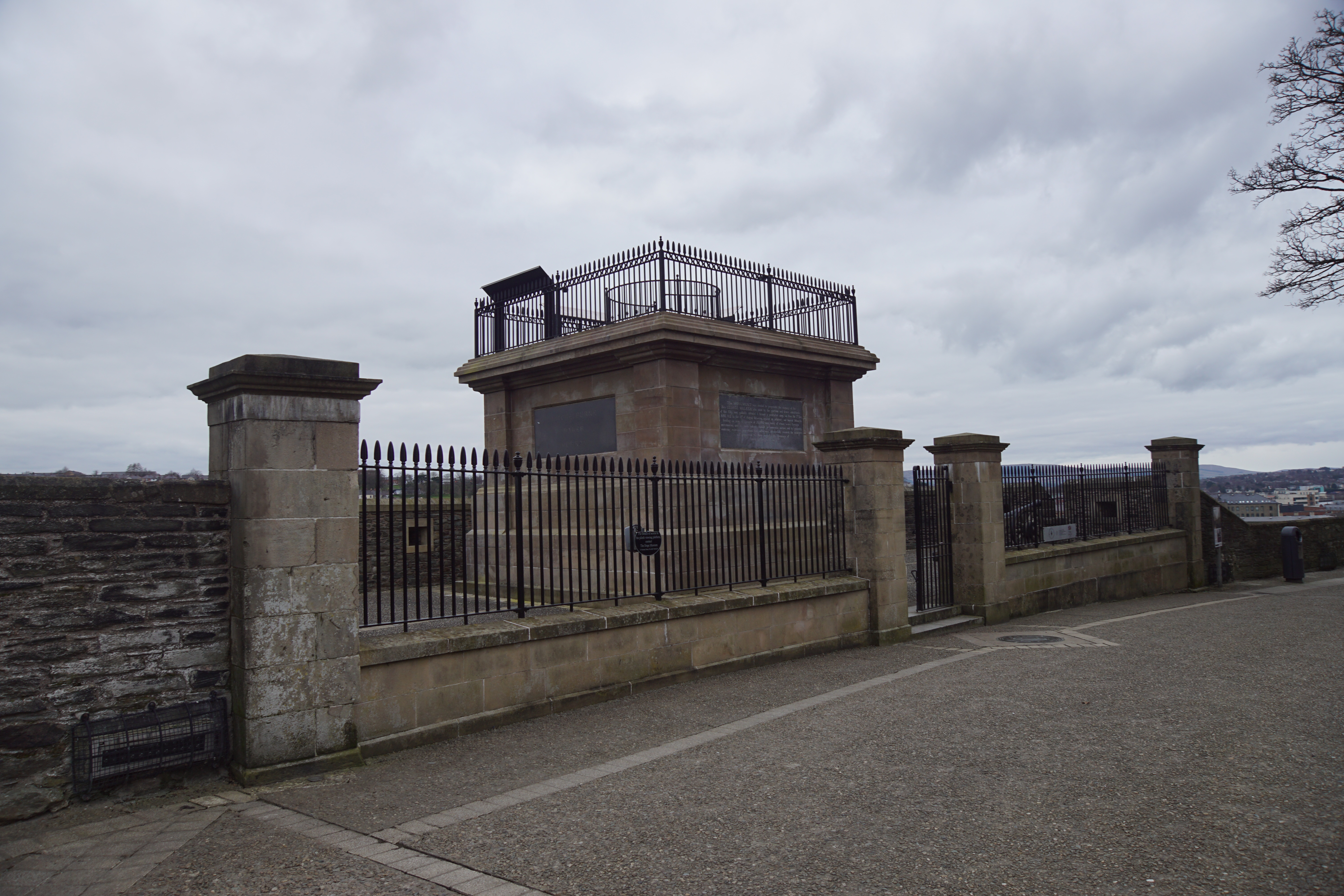
Royal Bastion met Walker Memorial Pillar
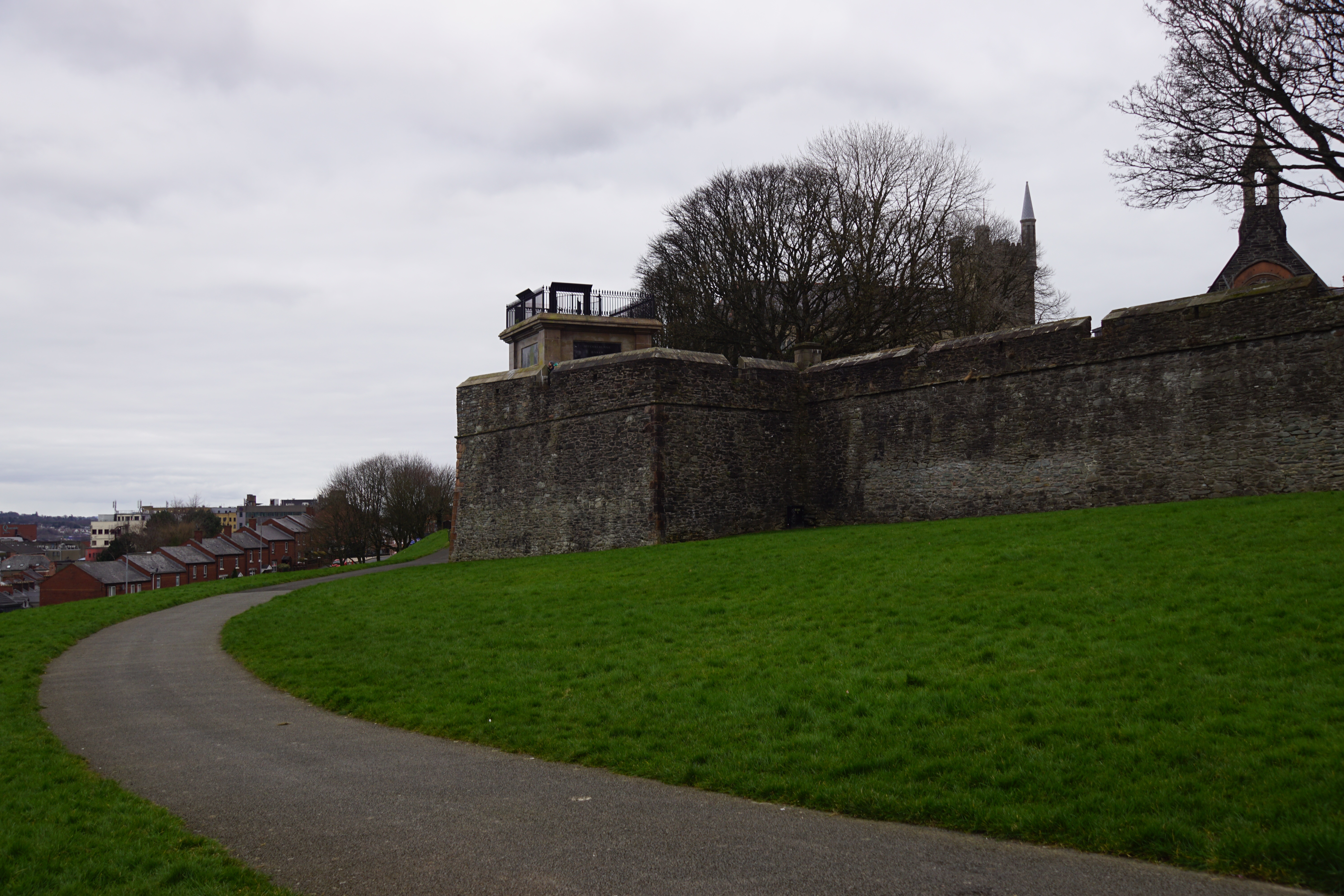
Royal Bastion

### Double Bastion
Het Double Bastion (coördinaten: 54° 59′ 38″ NB, 7° 19′ 33″ WL) was in 1622 bekend als het Prince Charles's bulwark totdat het in 1688-1689 werd hernoemd naar de huidige naam. De twee kanonnen die hier staan dateren van 1642. Het kanon dat werd betaald door de visboeren staat bekend als Roaring Meg (Brullende Meg). Dit kanon weegt 1794 kilogram.

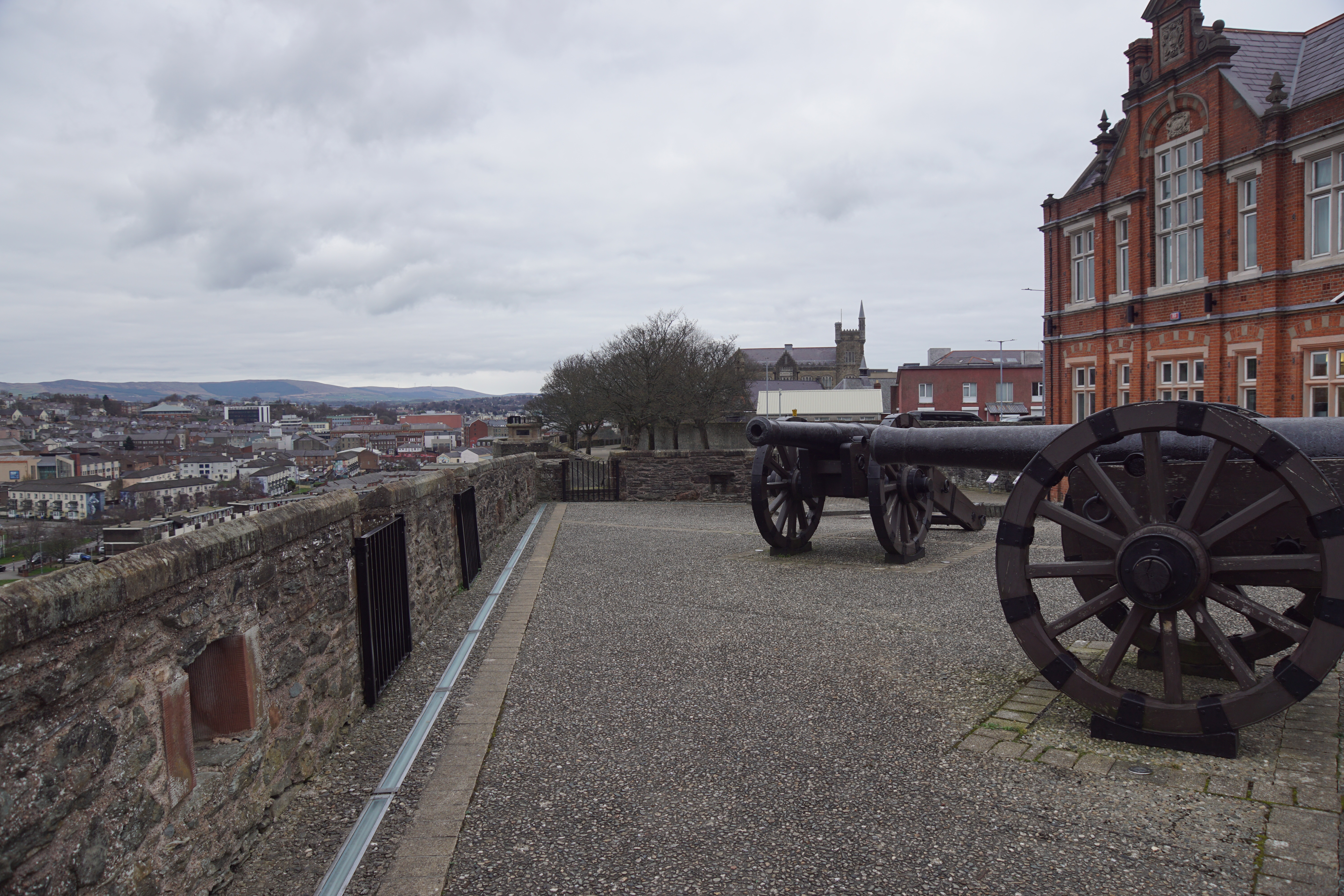
Het Double Bastion
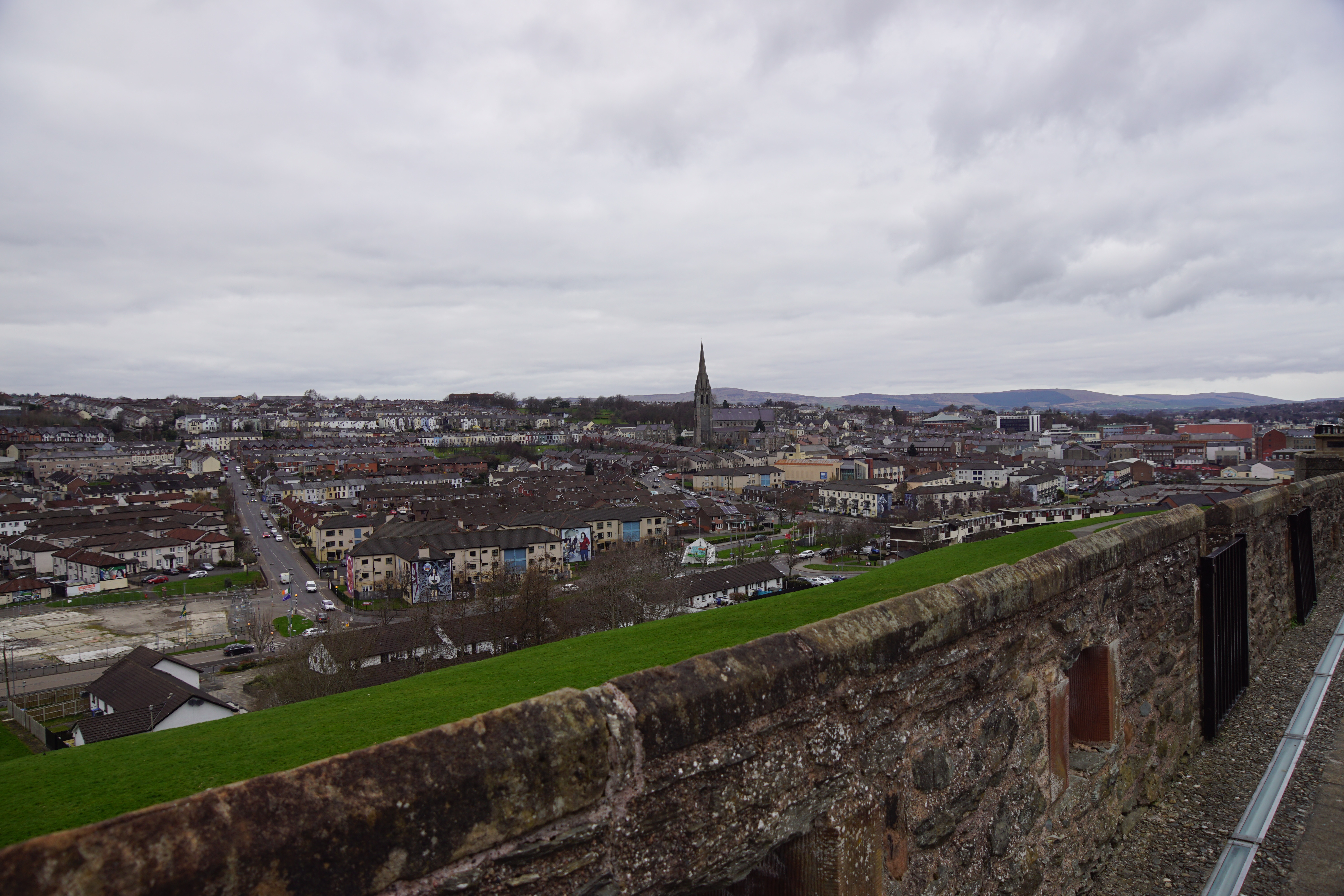
Uitzicht op de Bogside

## Beheer
De stadsmuur van Derry heeft de status van State Care Monument.